# Liste des églises de la Haute-Garonne
La liste des églises de la Haute-Garonne recense de manière exhaustive les églises situées dans le département français de la Haute-Garonne. Il est fait état des diverses protections dont elles peuvent bénéficier, et notamment les inscriptions et classements au titre des monuments historiques.
Toutes sont situées dans le diocèse de Toulouse.

## Statistiques

### Nombres
Le département de la Haute-Garonne comprend  586 communes au 1er septembre 2019.
En 2018, le diocèse de Toulouse compte 602 paroisses. 

## Classement
Le classement ci-après se fait par commune selon l'ordre alphabétique.
Il est fait état des diverses protections dont elles peuvent bénéficier, et notamment les inscriptions et classements au titre des monuments historiques.

## Liste

### Cultecatholique
| Église                                                                | Commune                     | Adresse                                                                                    | Coordonnées                      | Notice                                | Protection            | Date                                       | Illustration |
| --------------------------------------------------------------------- | --------------------------- | ------------------------------------------------------------------------------------------ | -------------------------------- | ------------------------------------- | --------------------- | ------------------------------------------ | --- |
| Église de la Nativité-de-la-Sainte-Vierge d'Agassac                   | Agassac                     | 4 rue de l'église                                                                          | 43° 22′ 16″ nord, 0° 53′ 19″ est |                                       |                       |                                            | Église de la Nativité-de-la-Sainte-Vierge d'Agassac                                                                            |
| Église Saint-Baudile d'Aignes                                         | Aignes                      |                                                                                            | 43° 19′ 14″ nord, 1° 35′ 18″ est |                                       |                       |                                            | Église Saint-Baudile d'Aignes                                                                                                  |
| Église Saint-Julien d'Aigrefeuille                                    | Aigrefeuille                |                                                                                            | 43° 34′ 05″ nord, 1° 35′ 22″ est |                                       |                       |                                            | Église Saint-Julien d'Aigrefeuille                                                                                             |
| Église Notre-Dame-de-la-Nativité d'Alan                               | Alan                        |                                                                                            | 43° 13′ 46″ nord, 0° 56′ 26″ est | « PA00094665 »                        | Inscrit MH            | 1926                                       | Église Notre-Dame-de-la-Nativité d'Alan                                                                                        |
| Église Saint-Pierre d'Albiac                                          | Albiac                      |                                                                                            | 43° 33′ 07″ nord, 1° 46′ 53″ est |                                       |                       |                                            | Église Saint-Pierre d'Albiac                                                                                                   |
| Église Saint-Martin d'Ambax                                           | Ambax                       |                                                                                            | 43° 22′ 04″ nord, 0° 56′ 05″ est |                                       |                       |                                            | Église Saint-Martin d'Ambax |
| Église de l'Assomption d'Anan                                         | Anan                        |                                                                                            | 43° 21′ 16″ nord, 0° 49′ 02″ est |                                       |                       |                                            | Église de l'Assomption d'Anan                                                                                                  |
| Église Notre-Dame-de-l'Assomption d'Antichan-de-Frontignes            | Antichan-de-Frontignes      |                                                                                            | 42° 58′ 18″ nord, 0° 39′ 58″ est |                                       |                       |                                            | Église Notre-Dame-de-l'Assomption d'Antichan-de-Frontignes                                                                     |
| Église Saint-Orens d'Antignac                                         | Antignac                    |                                                                                            | 42° 49′ 29″ nord, 0° 36′ 02″ est |                                       |                       |                                            | Église Saint-Orens d'Antignac                                                                                                  |
| Église de la Nativité-de-la-Sainte-Vierge d'Arbas                     | Arbas                       |                                                                                            | 42° 59′ 43″ nord, 0° 54′ 23″ est |                                       |                       |                                            | Image manquante Téléverser |
| Église Saint-Michel d'Arbon                                           | Arbon                       |                                                                                            | 43° 00′ 03″ nord, 0° 44′ 46″ est |                                       |                       |                                            | Image manquante Téléverser |
| Église Saint-Pierre-et-Saint-Paul d'Ardiège                           | Ardiège                     |                                                                                            | 43° 04′ 11″ nord, 0° 38′ 30″ est |                                       |                       |                                            | Église Saint-Pierre-et-Saint-Paul d'Ardiège                                                                                    |
| Église Saint-Laurent d'Arguenos                                       | Arguenos                    |                                                                                            | 42° 58′ 15″ nord, 0° 43′ 28″ est |                                       |                       |                                            | Image manquante Téléverser |
| Église Saint-Laurent d'Argut-Dessous                                  | Argut-Dessous               |                                                                                            | 42° 53′ 28″ nord, 0° 43′ 02″ est |                                       |                       |                                            | Image manquante Téléverser |
| Église Saint-Martin d'Arlos                                           | Arlos                       |                                                                                            | 42° 53′ 30″ nord, 0° 42′ 09″ est |                                       |                       |                                            | Église Saint-Martin d'Arlos |
| Église Saint-Martin d'Arnaud-Guilhem                                  | Arnaud-Guilhem              |                                                                                            | 43° 08′ 37″ nord, 0° 53′ 45″ est |                                       |                       |                                            | Image manquante Téléverser |
| Église Saint-Pierre-Saint-Paul d'Artigue                              | Artigue                     |                                                                                            | 42° 50′ 00″ nord, 0° 37′ 09″ est |                                       |                       |                                            | Église Saint-Pierre-Saint-Paul d'Artigue                                                                                       |
| Église Saint-Martin d'Aspet                                           | Aspet                       |                                                                                            | 43° 00′ 56″ nord, 0° 48′ 08″ est |                                       |                       |                                            | Église Saint-Martin d'Aspet |
| Église Saint-Fiacre d'Aspret-Sarrat                                   | Aspret-Sarrat               |                                                                                            | 43° 04′ 01″ nord, 0° 43′ 03″ est |                                       |                       |                                            | Église Saint-Fiacre d'Aspret-Sarrat                                                                                            |
| Église Notre-Dame-du-Rosaire d'Aucamville                             | Aucamville                  |                                                                                            | 43° 39′ 59″ nord, 1° 25′ 46″ est |                                       |                       |                                            | Église Notre-Dame-du-Rosaire d'Aucamville                                                                                      |
| Église Notre-Dame d'Aulon                                             | Aulon                       |                                                                                            | 43° 11′ 27″ nord, 0° 49′ 09″ est | « PA00094263 »                        | Inscrit MH            | 1926                                       | Église Notre-Dame d'Aulon |
| Église Saint-Martin d'Auragne                                         | Auragne                     |                                                                                            | 43° 23′ 24″ nord, 1° 30′ 25″ est |                                       |                       |                                            | Église Saint-Martin d'Auragne                                                                                                  |
| Église Saint-Pierre d'Aureville                                       | Aureville                   |                                                                                            | 43° 28′ 55″ nord, 1° 27′ 07″ est |                                       |                       |                                            | Image manquante Téléverser |
| Église Sainte-Madeleine d'Auriac-sur-Vendinelle                       | Auriac-sur-Vendinelle       |                                                                                            | 43° 31′ 27″ nord, 1° 49′ 32″ est |                                       |                       |                                            | Église Sainte-Madeleine d'Auriac-sur-Vendinelle                                                                                |
| Église Notre-Dame de Noumerens à Auriac-sur-Vendinelle                | Auriac-sur-Vendinelle       |                                                                                            | 43° 31′ 30″ nord, 1° 49′ 37″ est | « PA00094264 »                        | Inscrit MH            | 1975                                       | Image manquante Téléverser |
| Église Saint-Brice d'Auribail                                         | Auribail                    |                                                                                            | 43° 21′ 06″ nord, 1° 22′ 55″ est |                                       |                       |                                            | Image manquante Téléverser |
| Église Saint-Pierre-aux-Liens d'Aurignac                              | Aurignac                    |                                                                                            | 43° 13′ 08″ nord, 0° 52′ 50″ est | « PA00094267 »                        | Inscrit MH            | 1926                                       | Église Saint-Pierre-aux-Liens d'Aurignac                                                                                       |
| Église Sainte-Apollonie d'Aurin                                       | Aurin                       |                                                                                            | 43° 32′ 05″ nord, 1° 40′ 06″ est | « PA31000045 »                        | Inscrit MH            | 2001                                       | Église Sainte-Apollonie d'Aurin                                                                                                |
| Église Saint-André d'Aurin                                            | Aurin                       |                                                                                            | 43° 32′ 29″ nord, 1° 41′ 27″ est |                                       |                       |                                            | Église Saint-André d'Aurin |
| Église d'Ausseing                                                     | Ausseing                    |                                                                                            | 43° 09′ 07″ nord, 1° 00′ 59″ est |                                       |                       |                                            | Image manquante Téléverser |
| Église Saint-Pierre d'Ausson                                          | Ausson                      |                                                                                            | 43° 04′ 53″ nord, 0° 35′ 37″ est |                                       |                       |                                            | Église Saint-Pierre d'Ausson                                                                                                   |
| Église Notre-Dame-du-Rosaire d'Aussonne                               | Aussonne                    |                                                                                            | 43° 40′ 58″ nord, 1° 19′ 06″ est |                                       |                       |                                            | Église Notre-Dame-du-Rosaire d'Aussonne                                                                                        |
| Église Saint-Paul d'Auterive                                          | Auterive                    |                                                                                            | 43° 21′ 09″ nord, 1° 28′ 39″ est | « PA00094271 »                        | Inscrit MH            | 1926, 1990                                 | Église Saint-Paul d'Auterive                                                                                                   |
| Église de la Madeleine d'Auterive                                     | Auterive                    |                                                                                            | 43° 21′ 01″ nord, 1° 28′ 25″ est |                                       |                       |                                            | Église de la Madeleine d'Auterive                                                                                              |
| Église Saint-Félix d'Auzas                                            | Auzas                       |                                                                                            | 43° 10′ 11″ nord, 0° 53′ 06″ est |                                       |                       |                                            | Image manquante Téléverser |
| Église Saint-Séverin d'Auzeville-Tolosane                             | Auzeville-Tolosane          |                                                                                            | 43° 31′ 34″ nord, 1° 29′ 13″ est |                                       |                       |                                            | Église Saint-Séverin d'Auzeville-Tolosane                                                                                      |
| Église Saint-Pierre d'Auzielle                                        | Auzielle                    |                                                                                            | 43° 32′ 30″ nord, 1° 33′ 56″ est |                                       |                       |                                            | Église Saint-Pierre d'Auzielle                                                                                                 |
| Église Notre-Dame-des-Miracles d'Avignonet-Lauragais                  | Avignonet-Lauragais         |                                                                                            | 43° 21′ 59″ nord, 1° 47′ 21″ est | « PA00094273 »                        | Inscrit MH            | 1926                                       | Église Notre-Dame-des-Miracles d'Avignonet-Lauragais                                                                           |
| Église Saint-Assiscle de Avignonet-Lauragais                          | Avignonet-Lauragais         |                                                                                            | 43° 32′ 30″ nord, 1° 33′ 56″ est |                                       |                       |                                            | Image manquante Téléverser |
| Église Saint-Brice de Avignonet-Lauragais                             | Avignonet-Lauragais         |                                                                                            | 43° 23′ 21″ nord, 1° 44′ 54″ est |                                       |                       |                                            | Image manquante Téléverser |
| Église Saint-Saturnin d'Ayguesvives                                   | Ayguesvives                 |                                                                                            | 43° 26′ 18″ nord, 1° 35′ 52″ est |                                       |                       |                                            | Église Saint-Saturnin d'Ayguesvives                                                                                            |
| Église Saint-Martin d'Azas                                            | Azas                        |                                                                                            | 43° 43′ 34″ nord, 1° 40′ 21″ est |                                       |                       |                                            | Image manquante Téléverser |
| Église Notre-Dame de Bachas                                           | Bachas                      |                                                                                            | 43° 14′ 39″ nord, 0° 56′ 14″ est |                                       |                       |                                            | Image manquante Téléverser |
| Église Saint-Génies de Bachos                                         | Bachos                      |                                                                                            | 42° 53′ 48″ nord, 0° 37′ 08″ est |                                       |                       |                                            | Église Saint-Génies de Bachos                                                                                                  |
| Église Saint-Hilaire de Bagiry                                        | Bagiry                      |                                                                                            | 42° 58′ 34″ nord, 0° 37′ 38″ est |                                       |                       |                                            | Église Saint-Hilaire de Bagiry                                                                                                 |
| Église Notre-Dame-de-l'Assomption de Bagnères-de-Luchon               | Bagnères-de-Luchon          |                                                                                            | 42° 47′ 28″ nord, 0° 35′ 29″ est | « PA00094279 »                        | Inscrit MH            | 2003                                       | Église Notre-Dame-de-l'Assomption de Bagnères-de-Luchon                                                                        |
| Église Saint-Blaise de Balesta                                        | Balesta                     |                                                                                            | 43° 11′ 55″ nord, 0° 34′ 02″ est |                                       |                       |                                            | Église Saint-Blaise de Balesta                                                                                                 |
| Église Saint-Joseph de Balma                                          | Balma                       |                                                                                            | 43° 36′ 36″ nord, 1° 29′ 51″ est |                                       |                       |                                            | Église Saint-Joseph de Balma                                                                                                   |
| Église Saint-Martin-de-Boville de Balma                               | Balma                       |                                                                                            | 43° 35′ 59″ nord, 1° 30′ 23″ est |                                       |                       |                                            | Église Saint-Martin-de-Boville de Balma                                                                                        |
| Église Saint-Michel de Barbazan                                       | Barbazan                    |                                                                                            | 43° 35′ 59″ nord, 1° 30′ 23″ est |                                       |                       |                                            | Image manquante Téléverser |
| Église Saint-Pierre-aux-Liens de Baren                                | Baren                       |                                                                                            | 42° 52′ 03″ nord, 0° 37′ 10″ est |                                       |                       |                                            | Image manquante Téléverser |
| Église Saint-Ferréol de Bax                                           | Bax                         |                                                                                            | 42° 52′ 03″ nord, 0° 37′ 10″ est |                                       |                       |                                            | Église Saint-Ferréol de Bax |
| Église Saint-Étienne de Baziège                                       | Baziège                     |                                                                                            | 43° 27′ 19″ nord, 1° 36′ 49″ est | « PA00094285 »                        | Inscrit MH            | 1950                                       | Église Saint-Étienne de Baziège                                                                                                |
| Église Saint-Eutrope de Baziège                                       | Baziège                     |                                                                                            | 43° 27′ 42″ nord, 1° 38′ 36″ est | « PA00094284 »                        | Inscrit MH            | 1986                                       | Église Saint-Eutrope de Baziège                                                                                                |
| Église Saint-Pierre de Bazus                                          | Bazus                       |                                                                                            | 43° 44′ 08″ nord, 1° 31′ 01″ est | « PA00094286 »                        | Inscrit MH            | 1978                                       | Église Saint-Pierre de Bazus                                                                                                   |
| Église Notre-Dame de Beauchalot                                       | Beauchalot                  |                                                                                            | 43° 06′ 29″ nord, 0° 52′ 11″ est | « PA00094287 »                        | Inscrit MH            | 1950                                       | Église Notre-Dame de Beauchalot                                                                                                |
| Église Sainte-Marie-Magdeleine de Beaufort                            | Beaufort                    |                                                                                            | 43° 27′ 35″ nord, 1° 06′ 42″ est |                                       |                       |                                            | Église Sainte-Marie-Magdeleine de Beaufort                                                                                     |
| Église Saint-Martial de Beaumont-sur-Lèze                             | Beaumont-sur-Lèze           |                                                                                            | 43° 22′ 51″ nord, 1° 21′ 27″ est |                                       |                       |                                            | Église Saint-Martial de Beaumont-sur-Lèze                                                                                      |
| Église Saint-Martial de Beaupuy                                       | Beaupuy                     |                                                                                            | 43° 38′ 48″ nord, 1° 33′ 12″ est |                                       |                       |                                            | Église Saint-Martial de Beaupuy                                                                                                |
| Église Saint-Blaise de Beauteville                                    | Beauteville                 |                                                                                            | 43° 20′ 49″ nord, 1° 44′ 18″ est |                                       |                       |                                            | Église Saint-Blaise de Beauteville                                                                                             |
| Église Saint-Jean-Baptiste de Beauville                               | Beauville                   |                                                                                            | 43° 28′ 25″ nord, 1° 46′ 27″ est |                                       |                       |                                            | Église Saint-Jean-Baptiste de Beauville                                                                                        |
| Église Saint-Julien de Beauzelle                                      | Beauzelle                   |                                                                                            | 43° 40′ 09″ nord, 1° 22′ 47″ est |                                       |                       |                                            | Église Saint-Julien de Beauzelle                                                                                               |
| Église Saint-Jean-Baptiste de Belberaud                               | Belberaud                   |                                                                                            | 43° 30′ 04″ nord, 1° 34′ 31″ est | « PA00094288 »                        | Classé MH             | 1995                                       | Église Saint-Jean-Baptiste de Belberaud                                                                                        |
| Église Saint-André de Belbèze-de-Lauragais                            | Belbèze-de-Lauragais        |                                                                                            | 43° 40′ 09″ nord, 1° 22′ 47″ est |                                       |                       |                                            | Église Saint-André de Belbèze-de-Lauragais                                                                                     |
| Église Saint-Michel de Belbèze-en-Comminges                           | Belbèze-en-Comminges        |                                                                                            | 43° 40′ 09″ nord, 1° 22′ 47″ est |                                       |                       |                                            | Image manquante Téléverser |
| Église Saint-Jean-Baptiste de Bélesta-en-Lauragais                    | Bélesta-en-Lauragais        |                                                                                            | 43° 26′ 32″ nord, 1° 49′ 24″ est |                                       |                       |                                            | Église Saint-Jean-Baptiste de Bélesta-en-Lauragais                                                                             |
| Église Saint-Barthélemy de Bellegarde-Sainte-Marie                    | Bellegarde-Sainte-Marie     |                                                                                            | 43° 40′ 17″ nord, 1° 06′ 50″ est |                                       |                       |                                            | Église Saint-Barthélemy de Bellegarde-Sainte-Marie                                                                             |
| Église Sainte-Madeleine de Bellesserre                                | Bellesserre                 |                                                                                            | 43° 47′ 32″ nord, 1° 06′ 26″ est |                                       |                       |                                            | Image manquante Téléverser |
| Église Saint-Jean-Baptiste de Benque                                  | Benque                      |                                                                                            | 43° 15′ 37″ nord, 0° 55′ 01″ est |                                       |                       |                                            | Image manquante Téléverser |
| Église Saint-Blaise de Benque-Dessus                                  | Benque-Dessous-et-Dessus    |                                                                                            | 42° 49′ 05″ nord, 0° 33′ 04″ est | « PA00094289 »                        | Classé MH             | 1960                                       | Église Saint-Blaise de Benque-Dessus                                                                                           |
| Église Saint-Geniès de Benque-Dessous                                 | Benque-Dessous-et-Dessus    |                                                                                            | 42° 48′ 54″ nord, 0° 33′ 14″ est | « PA00135449 »                        | Inscrit MH            | 1995                                       | Église Saint-Geniès de Benque-Dessous                                                                                          |
| Église Saint-Pierre de Bérat                                          | Bérat                       |                                                                                            | 43° 22′ 43″ nord, 1° 10′ 36″ est |                                       |                       |                                            | Église Saint-Pierre de Bérat                                                                                                   |
| Église Saint-Jean-Baptiste de Bessières                               | Bessières                   |                                                                                            | 43° 48′ 03″ nord, 1° 36′ 26″ est |                                       |                       |                                            | Église Saint-Jean-Baptiste de Bessières                                                                                        |
| Église Saint-Jean-Baptiste de Bezins-Garraux                          | Bezins-Garraux              |                                                                                            | 42° 55′ 51″ nord, 0° 41′ 12″ est |                                       |                       |                                            | Image manquante Téléverser |
| Église de la Nativité-de-la-Sainte-Vierge de Bezins-Garraux           | Bezins-Garraux              |                                                                                            | 42° 55′ 59″ nord, 0° 41′ 49″ est |                                       |                       |                                            | Image manquante Téléverser |
| Église Saint-Barthélémy de Billière                                   | Billière                    |                                                                                            | 42° 48′ 40″ nord, 0° 31′ 41″ est |                                       |                       |                                            | Église Saint-Barthélémy de Billière                                                                                            |
| Église Saint-Laurent de Binos                                         | Binos                       |                                                                                            | 42° 54′ 01″ nord, 0° 37′ 08″ est |                                       |                       |                                            | Église Saint-Laurent de Binos                                                                                                  |
| Église Saint-Pierre de Blagnac                                        | Blagnac                     |                                                                                            | 43° 38′ 03″ nord, 1° 23′ 57″ est | « PA00094291 »                        | Inscrit MH            | 1926                                       | Église Saint-Pierre de Blagnac                                                                                                 |
| Église Saint-Gabriel de Blagnac                                       | Blagnac                     |                                                                                            | 43° 38′ 04″ nord, 1° 23′ 49″ est |                                       |                       |                                            | Image manquante Téléverser |
| Église Saint-Roch de Blajan                                           | Blajan                      |                                                                                            | 43° 15′ 36″ nord, 0° 38′ 30″ est |                                       |                       |                                            | Église Saint-Roch de Blajan |
| Église Saint-Jean-Baptiste de Boissède                                | Boissède                    |                                                                                            | 43° 24′ 26″ nord, 0° 49′ 24″ est |                                       |                       |                                            | Image manquante Téléverser |
| Église Saint-Orens de Bondigoux                                       | Bondigoux                   |                                                                                            | 43° 50′ 25″ nord, 1° 32′ 23″ est |                                       |                       |                                            | Église Saint-Orens de Bondigoux                                                                                                |
| Église Saint-Loup de Bonrepos-Riquet                                  | Bonrepos-Riquet             |                                                                                            | 43° 40′ 34″ nord, 1° 37′ 27″ est |                                       |                       |                                            | Église Saint-Loup de Bonrepos-Riquet                                                                                           |
| Église de la Nativité-de-la-Sainte-Vierge de Bonrepos-sur-Aussonnelle | Bonrepos-sur-Aussonnelle    |                                                                                            | 43° 32′ 47″ nord, 1° 08′ 56″ est |                                       |                       |                                            | Église de la Nativité-de-la-Sainte-Vierge de Bonrepos-sur-Aussonnelle                                                          |
| Église Saint-Martin de Bordes-de-Rivière                              | Bordes-de-Rivière           |                                                                                            | 43° 32′ 47″ nord, 1° 08′ 56″ est |                                       |                       |                                            | Église Saint-Martin de Bordes-de-Rivière                                                                                       |
| Église de l'Assomption de Boudrac                                     | Boudrac                     |                                                                                            | 43° 11′ 30″ nord, 0° 31′ 38″ est |                                       |                       |                                            | Image manquante Téléverser |
| Église Notre-Dame de Bouloc                                           | Bouloc                      |                                                                                            | 43° 46′ 53″ nord, 1° 24′ 19″ est |                                       |                       |                                            | Église Notre-Dame de Bouloc |
| Église Notre-Dame-de-l'Assomption de Boulogne-sur-Gesse               | Boulogne-sur-Gesse          |                                                                                            | 43° 17′ 26″ nord, 0° 38′ 46″ est | « PA00094294 »                        | Inscrit MH            | 1950                                       | Église Notre-Dame-de-l'Assomption de Boulogne-sur-Gesse                                                                        |
| Église Saint-Bernard de Bourg-Saint-Bernard                           | Bourg-Saint-Bernard         |                                                                                            | 43° 36′ 10″ nord, 1° 42′ 46″ est | « PA00094295 »                        | Inscrit MH            | 1965                                       | Église Saint-Bernard de Bourg-Saint-Bernard                                                                                    |
| Église Saint-Pierre de Roques de Bourg-Saint-Bernard                  | Bourg-Saint-Bernard         |                                                                                            | 43° 36′ 59″ nord, 1° 40′ 57″ est |                                       |                       |                                            | Église Saint-Pierre de Roques de Bourg-Saint-Bernard                                                                           |
| Église Saint-Blaise de Bourg-d'Oueil                                  | Bourg-d'Oueil               |                                                                                            | 42° 51′ 37″ nord, 0° 29′ 55″ est |                                       |                       |                                            | Église Saint-Blaise de Bourg-d'Oueil                                                                                           |
| Église Saint-Jean-Baptiste de Boussan                                 | Boussan                     |                                                                                            | 43° 14′ 34″ nord, 0° 53′ 13″ est |                                       |                       |                                            | Église Saint-Jean-Baptiste de Boussan                                                                                          |
| Église Saint-Exupère de Boussens                                      | Boussens                    |                                                                                            | 43° 10′ 27″ nord, 0° 58′ 23″ est |                                       |                       |                                            | Image manquante Téléverser |
| Église de la Nativité-de-la-Sainte-Vierge de Ger de Boutx             | Boutx                       |                                                                                            | 42° 55′ 23″ nord, 0° 48′ 06″ est |                                       |                       |                                            | Image manquante Téléverser |
| Église Saint-Georges de Boutx                                         | Boutx                       |                                                                                            | 42° 55′ 04″ nord, 0° 43′ 00″ est |                                       |                       |                                            | Image manquante Téléverser |
| Église Saint-Exupère de Bouzin                                        | Bouzin                      |                                                                                            | 43° 28′ 58″ nord, 1° 04′ 15″ est |                                       |                       |                                            | Image manquante Téléverser |
| Église Saint-Saturnin de Bragayrac                                    | Bragayrac                   |                                                                                            | 43° 28′ 58″ nord, 1° 04′ 15″ est |                                       |                       |                                            | Église Saint-Saturnin de Bragayrac                                                                                             |
| Église Saint-Orens de Brax                                            | Brax                        |                                                                                            | 43° 42′ 16″ nord, 1° 11′ 57″ est |                                       |                       |                                            | Église Saint-Orens de Brax |
| Église Saint-Jean-Baptiste de Bretx                                   | Bretx                       |                                                                                            | 43° 42′ 16″ nord, 1° 11′ 57″ est |                                       |                       |                                            | Église Saint-Jean-Baptiste de Bretx                                                                                            |
| Église Saint-Michel de Brignemont                                     | Brignemont                  |                                                                                            | 43° 46′ 52″ nord, 0° 59′ 15″ est |                                       |                       |                                            | Église Saint-Michel de Brignemont                                                                                              |
| Église Sainte-Menne de Brignemont                                     | Brignemont                  |                                                                                            | 43° 45′ 24″ nord, 1° 00′ 59″ est |                                       |                       |                                            | Image manquante Téléverser |
| Église Saint-Martin-et-Saint-Eutrope de Bruguières                    | Bruguières                  |                                                                                            | 43° 43′ 40″ nord, 1° 24′ 38″ est |                                       |                       |                                            | Église Saint-Martin-et-Saint-Eutrope de Bruguières                                                                             |
| Église Sainte-Colombe de Burgalays                                    | Burgalays                   |                                                                                            | 42° 53′ 36″ nord, 0° 37′ 42″ est |                                       |                       |                                            | Église Sainte-Colombe de Burgalays                                                                                             |
| Église Saint-Martin de Buzet-sur-Tarn                                 | Buzet-sur-Tarn              |                                                                                            | 43° 46′ 51″ nord, 1° 37′ 57″ est |                                       |                       |                                            | Église Saint-Martin de Buzet-sur-Tarn                                                                                          |
| Église Sainte-Catherine de Cabanac-Cazaux                             | Cabanac-Cazaux              |                                                                                            | 43° 02′ 04″ nord, 0° 44′ 27″ est |                                       |                       |                                            | Image manquante Téléverser |
| Église Notre-Dame de Cabanac-Séguenville                              | Cabanac-Séguenville         |                                                                                            | 43° 47′ 36″ nord, 1° 02′ 07″ est |                                       |                       |                                            | Église Notre-Dame de Cabanac-Séguenville                                                                                       |
| Église Saint-Jean-Baptiste de Cabanac-Séguenville                     | Cabanac-Séguenville         |                                                                                            | 43° 47′ 12″ nord, 0° 59′ 53″ est |                                       |                       |                                            | Image manquante Téléverser |
| Église de la Nativité-de-la-Sainte-Vierge de Cadours                  | Cadours                     |                                                                                            | 43° 43′ 41″ nord, 1° 02′ 59″ est |                                       |                       |                                            | Église de la Nativité-de-la-Sainte-Vierge de Cadours                                                                           |
| Église Saint-Étienne de Caignac                                       | Caignac                     |                                                                                            | 43° 19′ 15″ nord, 1° 42′ 41″ est |                                       |                       |                                            | Image manquante Téléverser |
| Église Saint-Sernin de Calmont                                        | Calmont                     |                                                                                            | 43° 17′ 13″ nord, 1° 38′ 01″ est |                                       |                       |                                            | Église Saint-Sernin de Calmont                                                                                                 |
| Église de l'Assomption de Cambernard                                  | Cambernard                  |                                                                                            | 43° 28′ 30″ nord, 1° 10′ 53″ est |                                       |                       |                                            | Église de l'Assomption de Cambernard                                                                                           |
| Église Saint-Étienne de Cambiac                                       | Cambiac                     |                                                                                            | 43° 29′ 19″ nord, 1° 47′ 30″ est |                                       |                       |                                            | Église Saint-Étienne de Cambiac                                                                                                |
| Église Saint-Victor de Canens                                         | Canens                      |                                                                                            | 43° 13′ 02″ nord, 1° 19′ 47″ est |                                       |                       |                                            | Église Saint-Victor de Canens                                                                                                  |
| Église Saint-Étienne de Capens                                        | Capens                      |                                                                                            | 43° 20′ 11″ nord, 1° 15′ 26″ est |                                       |                       |                                            | Église Saint-Étienne de Capens                                                                                                 |
| Église Saint-Loup de Caragoudes                                       | Caragoudes                  |                                                                                            | 43° 29′ 58″ nord, 1° 42′ 05″ est |                                       |                       |                                            | Église Saint-Loup de Caragoudes                                                                                                |
| Église Saint-Pierre de Caraman                                        | Caraman                     |                                                                                            | 43° 31′ 46″ nord, 1° 45′ 28″ est |                                       |                       |                                            | Église Saint-Pierre de Caraman                                                                                                 |
| Église Saint-Laurent de Carbonne                                      | Carbonne                    |                                                                                            | 43° 17′ 27″ nord, 1° 13′ 38″ est | « PA00094303 »                        | Inscrit MH            | 1965                                       | Église Saint-Laurent de Carbonne                                                                                               |
| Église Saint-Vincent de Cardeilhac                                    | Cardeilhac                  |                                                                                            | 43° 11′ 55″ nord, 0° 41′ 01″ est |                                       |                       |                                            | Église Saint-Vincent de Cardeilhac                                                                                             |
| Église Saint-Gilles de Cassagnabère-Tournas                           | Cassagnabère-Tournas        |                                                                                            | 43° 13′ 44″ nord, 0° 47′ 30″ est |                                       |                       |                                            | Église Saint-Gilles de Cassagnabère-Tournas                                                                                    |
| Église Notre-Dame de Cassagne                                         | Cassagne                    |                                                                                            | 43° 13′ 44″ nord, 0° 47′ 30″ est |                                       |                       |                                            | Image manquante Téléverser |
| Église Saint-Sébastien de Castagnac                                   | Castagnac                   |                                                                                            | 43° 13′ 43″ nord, 1° 21′ 15″ est |                                       |                       |                                            | Église Saint-Sébastien de Castagnac                                                                                            |
| Église Notre-Dame-de-l'Assomption de Castagnède                       | Castagnède                  |                                                                                            | 43° 03′ 14″ nord, 0° 58′ 35″ est |                                       |                       |                                            | Image manquante Téléverser |
| Église Saint-Gervais-et-Saint-Protais de Castanet-Tolosan             | Castanet-Tolosan            |                                                                                            | 43° 30′ 59″ nord, 1° 29′ 53″ est |                                       |                       |                                            | Église Saint-Gervais-et-Saint-Protais de Castanet-Tolosan                                                                      |
| Église de l'Assomption de Castelbiague                                | Castelbiague                |                                                                                            | 43° 02′ 11″ nord, 0° 55′ 31″ est |                                       |                       |                                            | Image manquante Téléverser |
| Église Saint-Sigismond de Castelbiague                                | Castelbiague                |                                                                                            | 43° 02′ 04″ nord, 0° 55′ 51″ est |                                       |                       |                                            | Image manquante Téléverser |
| Église Saint-Martin de Castelgaillard                                 | Castelgaillard              |                                                                                            | 43° 21′ 16″ nord, 0° 53′ 57″ est |                                       |                       |                                            | Église Saint-Martin de Castelgaillard                                                                                          |
| Église Saint-Étienne de Castelginest                                  | Castelginest                |                                                                                            | 43° 41′ 46″ nord, 1° 25′ 43″ est |                                       |                       |                                            | Église Saint-Étienne de Castelginest                                                                                           |
| Église Sainte-Foy de Castelmaurou                                     | Castelmaurou                |                                                                                            | 43° 40′ 38″ nord, 1° 31′ 58″ est |                                       |                       |                                            | Église Sainte-Foy de Castelmaurou                                                                                              |
| Église Saint-Martin de Castelnau-d'Estrétefonds                       | Castelnau-d'Estrétefonds    |                                                                                            | 43° 47′ 06″ nord, 1° 21′ 33″ est |                                       |                       |                                            | Église Saint-Martin de Castelnau-d'Estrétefonds                                                                                |
| Église Notre-Dame de Castelnau-Picampeau                              | Castelnau-Picampeau         |                                                                                            | 43° 18′ 34″ nord, 1° 00′ 48″ est |                                       |                       |                                            | Église Notre-Dame de Castelnau-Picampeau                                                                                       |
| Église Saint-Germier de Castéra-Vignoles                              | Castéra-Vignoles            |                                                                                            | 43° 16′ 36″ nord, 0° 46′ 51″ est |                                       |                       |                                            | Image manquante Téléverser |
| Église Saints-Clair-et-Prim de Casties-Labrande                       | Casties-Labrande            |                                                                                            | 43° 18′ 34″ nord, 1° 00′ 48″ est |                                       |                       |                                            | Église Saints-Clair-et-Prim de Casties-Labrande                                                                                |
| Église Saint-Pierre de Castillon-de-Larboust                          | Castillon-de-Larboust       |                                                                                            | 42° 48′ 19″ nord, 0° 32′ 02″ est |                                       |                       |                                            | Église Saint-Pierre de Castillon-de-Larboust                                                                                   |
| Église Saint-Jean-Baptiste de Castillon-de-Saint-Martory              | Castillon-de-Saint-Martory  |                                                                                            | 43° 08′ 04″ nord, 0° 51′ 33″ est |                                       |                       |                                            | Image manquante Téléverser |
| Église Saint-Étienne de Cathervielle                                  | Cathervielle                |                                                                                            | 42° 48′ 38″ nord, 0° 30′ 20″ est | « PA00094309 »                        | Inscrit MH            | 1977                                       | Image manquante Téléverser |
| Église Saint-Pierre de Caubiac                                        | Caubiac                     |                                                                                            | 43° 42′ 50″ nord, 1° 05′ 05″ est |                                       |                       |                                            | Église Saint-Pierre de Caubiac                                                                                                 |
| Église Saint-Félix de Caubous                                         | Caubous                     |                                                                                            | 42° 51′ 03″ nord, 0° 31′ 22″ est |                                       |                       |                                            | Église Saint-Félix de Caubous                                                                                                  |
| Église Notre-Dame de Caujac                                           | Caujac                      |                                                                                            | 43° 17′ 57″ nord, 1° 28′ 03″ est |                                       |                       |                                            | Église Notre-Dame de Caujac |
| Église Notre-Dame de Cazac                                            | Cazac                       |                                                                                            | 43° 20′ 49″ nord, 0° 56′ 37″ est |                                       |                       |                                            | Église Notre-Dame de Cazac |
| Église Saint-Germier de Cazaril-Tambourès                             | Cazaril-Tambourès           |                                                                                            | 43° 11′ 08″ nord, 0° 32′ 44″ est |                                       |                       |                                            | Église Saint-Germier de Cazaril-Tambourès                                                                                      |
| Église Saint-Martin de Cazaril-Laspènes                               | Cazarilh-Laspènes           |                                                                                            | 42° 47′ 57″ nord, 0° 34′ 33″ est | « PA00094310 »                        | Inscrit MH            | 1926                                       | Église Saint-Martin de Cazaril-Laspènes                                                                                        |
| Église Sainte-Marguerite de Cazaunous                                 | Cazaunous                   |                                                                                            | 42° 59′ 10″ nord, 0° 44′ 03″ est |                                       |                       |                                            | Image manquante Téléverser |
| Église Saint-Justin de Cazaux-du-Bas                                  | Cazaux-Layrisse             |                                                                                            | 42° 52′ 03″ nord, 0° 36′ 26″ est |                                       |                       |                                            | Église Saint-Justin de Cazaux-du-Bas                                                                                           |
| Église Saint-Étienne de Cazaux-du-haut                                | Cazaux-Layrisse             |                                                                                            | à géolocaliser                   |                                       |                       |                                            | Église Saint-Étienne de Cazaux-du-haut                                                                                         |
| Église Sainte-Anne de Cazeaux-de-Larboust                             | Cazeaux-de-Larboust         |                                                                                            | 42° 48′ 28″ nord, 0° 31′ 51″ est | « PA00094311 »                        | Classé MH             | 1921                                       | Église Sainte-Anne de Cazeaux-de-Larboust                                                                                      |
| Église Notre-Dame de Cazeneuve-Montaut                                | Cazeneuve-Montaut           |                                                                                            | 43° 10′ 57″ nord, 0° 51′ 34″ est |                                       |                       |                                            | Image manquante Téléverser |
| Église Notre-Dame-de-l'Assomption de Cazères                          | Cazères                     |                                                                                            | 43° 10′ 57″ nord, 0° 51′ 34″ est | « PA00094312 »                        | Inscrit MH            | 1926                                       | Église Notre-Dame-de-l'Assomption de Cazères                                                                                   |
| Église Sainte-Foy de Cépet                                            | Cépet                       |                                                                                            | 43° 45′ 10″ nord, 1° 25′ 54″ est |                                       |                       |                                            | Église Sainte-Foy de Cépet |
| Église Notre-Dame de Cessales                                         | Cessales                    |                                                                                            | 43° 27′ 26″ nord, 1° 44′ 29″ est |                                       |                       |                                            | Église Notre-Dame de Cessales                                                                                                  |
| Église de la Nativité-de-la-Sainte-Vierge d'Avezac                    | Charlas                     |                                                                                            | 43° 14′ 53″ nord, 0° 41′ 42″ est |                                       |                       |                                            | Image manquante Téléverser |
| Église Saint-Pierre-et-Saint-Paul de Charlas                          | Charlas                     |                                                                                            | 43° 13′ 40″ nord, 0° 41′ 36″ est |                                       |                       |                                            | Église Saint-Pierre-et-Saint-Paul de Charlas                                                                                   |
| Église Saint-Jacques de Chaum                                         | Chaum                       |                                                                                            | 42° 56′ 15″ nord, 0° 39′ 22″ est |                                       |                       |                                            | Église Saint-Jacques de Chaum                                                                                                  |
| Église Saint-Jacques de Chein-Dessus                                  | Chein-Dessus                |                                                                                            | 43° 01′ 07″ nord, 0° 52′ 59″ est |                                       |                       |                                            | Image manquante Téléverser |
| Église Saint-Michel de Ciadoux                                        | Ciadoux                     |                                                                                            | 43° 15′ 39″ nord, 0° 44′ 11″ est |                                       |                       |                                            | Image manquante Téléverser |
| Église de la Nativité-de-Marie de Cier-de-Luchon                      | Cier-de-Luchon              |                                                                                            | 42° 51′ 32″ nord, 0° 36′ 04″ est |                                       |                       |                                            | Image manquante Téléverser |
| Église Saint-Jean-Baptiste de Cier-de-Rivière                         | Cier-de-Rivière             |                                                                                            | 43° 03′ 42″ nord, 0° 37′ 54″ est |                                       |                       |                                            | Église Saint-Jean-Baptiste de Cier-de-Rivière                                                                                  |
| Église Notre-Dame de Cierp                                            | Cierp-Gaud                  |                                                                                            | 42° 54′ 53″ nord, 0° 38′ 18″ est |                                       |                       |                                            | Église Notre-Dame de Cierp |
| Église Notre-Dame de Gaud                                             | Cierp-Gaud                  |                                                                                            | à géolocaliser                   |                                       |                       |                                            | Image manquante Téléverser |
| Église Notre-Dame de Cintegabelle                                     | Cintegabelle                |                                                                                            | 43° 18′ 46″ nord, 1° 31′ 57″ est | « PA00094315 »                        | Classé MH             | 1984                                       | Église Notre-Dame de Cintegabelle                                                                                              |
| Église Notre-Dame-de-la-Salvetat des Baccarets                        | Cintegabelle                |                                                                                            | 43° 18′ 43″ nord, 1° 30′ 56″ est |                                       |                       |                                            | Image manquante Téléverser |
| Église Notre-Dame-de-Tramesaygues de Picarrou                         | Cintegabelle                |                                                                                            | 43° 17′ 35″ nord, 1° 34′ 20″ est |                                       |                       |                                            | Image manquante Téléverser |
| Église de la Nativité-de-la-Sainte-Vierge de Cirès                    | Cirès                       |                                                                                            | 42° 51′ 13″ nord, 0° 31′ 01″ est | « PA00094318 »                        | Inscrit MH            | 1977                                       | Église de la Nativité-de-la-Sainte-Vierge de Cirès                                                                             |
| Église Saint-Blaise de Clarac                                         | Clarac                      |                                                                                            | 43° 05′ 45″ nord, 0° 37′ 34″ est |                                       |                       |                                            | Église Saint-Blaise de Clarac                                                                                                  |
| Église Saint-Pierre de Clermont-le-Fort                               | Clermont-le-Fort            |                                                                                            | 43° 27′ 28″ nord, 1° 25′ 58″ est |                                       |                       |                                            | Église Saint-Pierre de Clermont-le-Fort                                                                                        |
| Église Sainte-Radegonde de Colomiers                                  | Colomiers                   |                                                                                            | 43° 36′ 46″ nord, 1° 20′ 22″ est |                                       |                       |                                            | Église Sainte-Radegonde de Colomiers                                                                                           |
| Église Saint-Clément de Cornebarrieu                                  | Cornebarrieu                |                                                                                            | 43° 38′ 55″ nord, 1° 19′ 27″ est |                                       |                       |                                            | Église Saint-Clément de Cornebarrieu                                                                                           |
| Église Notre-Dame de Corronsac                                        | Corronsac                   |                                                                                            | 43° 28′ 25″ nord, 1° 29′ 40″ est |                                       |                       |                                            | Église Notre-Dame de Corronsac                                                                                                 |
| Église Saint-André de Coueilles                                       | Coueilles                   |                                                                                            | 43° 20′ 58″ nord, 0° 53′ 14″ est |                                       |                       |                                            | Église Saint-André de Coueilles                                                                                                |
| Église Saint-Vincent de Couladère                                     | Couladère                   |                                                                                            | 43° 12′ 03″ nord, 1° 05′ 19″ est |                                       |                       |                                            | Image manquante Téléverser |
| Église Notre-Dame-de-l'Assomption de Couret                           | Couret                      |                                                                                            | 43° 02′ 51″ nord, 0° 49′ 05″ est |                                       |                       |                                            | Image manquante Téléverser |
| Église Saint-Pierre de Cox                                            | Cox                         |                                                                                            | 43° 45′ 42″ nord, 1° 02′ 33″ est |                                       |                       |                                            | Image manquante Téléverser |
| Église Saint-Laurent de Cugnaux                                       | Cugnaux                     |                                                                                            | 43° 32′ 12″ nord, 1° 20′ 41″ est |                                       |                       |                                            | Église Saint-Laurent de Cugnaux                                                                                                |
| Église Sainte-Anne de Cuguron                                         | Cuguron                     |                                                                                            | 43° 05′ 59″ nord, 0° 32′ 37″ est |                                       |                       |                                            | Église Sainte-Anne de Cuguron                                                                                                  |
| Église Saint-Barthélemy de Daux                                       | Daux                        |                                                                                            | 43° 41′ 39″ nord, 1° 16′ 10″ est | « PA00094324 »                        | Inscrit MH            | 1926                                       | Église Saint-Barthélemy de Daux                                                                                                |
| Église Sainte-Madeleine de Deyme                                      | Deyme                       |                                                                                            | 43° 28′ 42″ nord, 1° 31′ 37″ est |                                       |                       |                                            | Église Sainte-Madeleine de Deyme                                                                                               |
| Église Saint-Pierre-et-Saint-Paul de Donneville                       | Donneville                  |                                                                                            | 43° 28′ 16″ nord, 1° 32′ 56″ est | « PA00094325 »                        | Classé MH             | 1993                                       | Église Saint-Pierre-et-Saint-Paul de Donneville                                                                                |
| Église Saint-Pierre de Drémil-Lafage                                  | Drémil-Lafage               |                                                                                            | 43° 35′ 47″ nord, 1° 36′ 08″ est |                                       |                       |                                            | Église Saint-Pierre de Drémil-Lafage                                                                                           |
| Église Saint-Abdon-et-Sennen de Drudas                                | Drudas                      |                                                                                            | 43° 45′ 15″ nord, 1° 05′ 55″ est |                                       |                       |                                            | Image manquante Téléverser |
| Église Saint-Sabin d'Empeaux                                          | Empeaux                     |                                                                                            | 43° 31′ 49″ nord, 1° 05′ 11″ est |                                       |                       |                                            | Église Saint-Sabin d'Empeaux                                                                                                   |
| Église Notre-Dame-de-l'Assomption d'Encausse-les-Thermes              | Encausse-les-Thermes        |                                                                                            | 43° 02′ 56″ nord, 0° 44′ 21″ est |                                       |                       |                                            | Église Notre-Dame-de-l'Assomption d'Encausse-les-Thermes                                                                       |
| Église Saint-Germier d'Eoux                                           | Eoux                        |                                                                                            | 43° 16′ 24″ nord, 0° 53′ 06″ est | « PA00094327 »                        | Inscrit MH            | 1974                                       | Image manquante Téléverser |
| Église Saint-Martin d'Escalquens                                      | Escalquens                  |                                                                                            | 43° 31′ 07″ nord, 1° 33′ 41″ est |                                       |                       |                                            | Église Saint-Martin d'Escalquens                                                                                               |
| Église Saint-Macaire d'Escanecrabe                                    | Escanecrabe                 |                                                                                            | 43° 16′ 26″ nord, 0° 44′ 59″ est |                                       |                       |                                            | Image manquante Téléverser |
| Église Saint-Jean-Baptiste d'Escoulis                                 | Escoulis                    |                                                                                            | 43° 06′ 43″ nord, 1° 01′ 45″ est |                                       |                       |                                            | Église Saint-Jean-Baptiste d'Escoulis                                                                                          |
| Église Saint-Martin d'Espanès                                         | Espanès                     |                                                                                            | 43° 27′ 12″ nord, 1° 29′ 09″ est |                                       |                       |                                            | Église Saint-Martin d'Espanès                                                                                                  |
| Église Notre-Dame d'Esparron                                          | Esparron                    |                                                                                            | 43° 15′ 51″ nord, 0° 48′ 25″ est |                                       |                       |                                            | Image manquante Téléverser |
| Église Saint-Barthélemy d'Esperce                                     | Esperce                     |                                                                                            | 43° 17′ 48″ nord, 1° 24′ 04″ est |                                       |                       |                                            | Église Saint-Barthélemy d'Esperce                                                                                              |
| Église Saint-Nicolas d'Estadens                                       | Estadens                    |                                                                                            | 43° 02′ 10″ nord, 0° 50′ 50″ est |                                       |                       |                                            | Image manquante Téléverser |
| Église Notre-Dame-de-la-Nativité d'Estancarbon                        | Estancarbon                 |                                                                                            | 43° 06′ 16″ nord, 0° 47′ 08″ est |                                       |                       |                                            | Église Notre-Dame-de-la-Nativité d'Estancarbon                                                                                 |
| Église Notre-Dame-de-l'Assomption d'Esténos                           | Esténos                     |                                                                                            | 42° 56′ 52″ nord, 0° 38′ 21″ est |                                       |                       |                                            | Église Notre-Dame-de-l'Assomption d'Esténos                                                                                    |
| Église Saint-Michel d'Eup                                             | Eup                         |                                                                                            | 42° 55′ 36″ nord, 0° 41′ 22″ est |                                       |                       |                                            | Image manquante Téléverser |
| Église Saint-Pierre de Saint-Pé-d'Arès                                | Fabas                       |                                                                                            | 43° 06′ 29″ nord, 1° 06′ 18″ est | « PA00094330 »                        | Classé MH             | 1991                                       | Image manquante Téléverser |
| Église Saint-Georges de Fabas                                         | Fabas                       |                                                                                            | 43° 18′ 53″ nord, 0° 53′ 41″ est |                                       |                       |                                            | Image manquante Téléverser |
| Église Saint-Martin de Falga                                          | Falga                       |                                                                                            | 43° 28′ 41″ nord, 1° 51′ 39″ est |                                       |                       |                                            | Église Saint-Martin de Falga                                                                                                   |
| Église Saint-Médard de Fenouillet                                     | Fenouillet                  |                                                                                            | 43° 41′ 01″ nord, 1° 23′ 03″ est |                                       |                       |                                            | Église Saint-Médard de Fenouillet                                                                                              |
| Église Saint-Michel de Figarol                                        | Figarol                     |                                                                                            | 43° 05′ 03″ nord, 0° 53′ 48″ est |                                       |                       |                                            | Église Saint-Michel de Figarol                                                                                                 |
| Église Saint-Martin de Flourens                                       | Flourens                    |                                                                                            | 43° 35′ 43″ nord, 1° 33′ 43″ est |                                       |                       |                                            | Église Saint-Martin de Flourens                                                                                                |
| Église Notre-Dame de Folcarde                                         | Folcarde                    |                                                                                            | 43° 24′ 15″ nord, 1° 47′ 44″ est |                                       |                       |                                            | Église Notre-Dame de Folcarde                                                                                                  |
| Église Saint-Jean-Baptiste de Fonsorbes                               | Fonsorbes                   |                                                                                            | 43° 32′ 09″ nord, 1° 13′ 54″ est |                                       |                       |                                            | Église Saint-Jean-Baptiste de Fonsorbes                                                                                        |
| Église Saint-Martin de Fontenilles                                    | Fontenilles                 |                                                                                            | 43° 33′ 10″ nord, 1° 11′ 31″ est | « PA00094331 »                        | Inscrit MH            | 1979                                       | Église Saint-Martin de Fontenilles                                                                                             |
| Église Notre-Dame-de-l'Assomption de Forgues                          | Forgues                     |                                                                                            | 43° 25′ 56″ nord, 1° 02′ 40″ est |                                       |                       |                                            | Église Notre-Dame-de-l'Assomption de Forgues                                                                                   |
| Église Saint-Pierre-ès-Liens de Fos                                   | Fos                         |                                                                                            | 42° 52′ 15″ nord, 0° 44′ 14″ est | « PA00094332 »                        | Inscrit MH            | 1986                                       | Image manquante Téléverser |
| Église Saint-Bertrand de Fougaron                                     | Fougaron                    |                                                                                            | 42° 59′ 16″ nord, 0° 55′ 52″ est |                                       |                       |                                            | Image manquante Téléverser |
| Église Saint-Germier de Fourquevaux                                   | Fourquevaux                 |                                                                                            | 43° 30′ 24″ nord, 1° 36′ 56″ est |                                       |                       |                                            | Image manquante Téléverser |
| Église Notre-Dame de Francarville                                     | Francarville                |                                                                                            | 43° 35′ 22″ nord, 1° 44′ 52″ est |                                       |                       |                                            | Église Notre-Dame de Francarville                                                                                              |
| Église Saint-Jacques de Francazal                                     | Francazal                   |                                                                                            | 43° 01′ 13″ nord, 0° 59′ 58″ est |                                       |                       |                                            | Image manquante Téléverser |
| Église Saint-Amans de Francon                                         | Francon                     |                                                                                            | 43° 15′ 37″ nord, 0° 58′ 21″ est |                                       |                       |                                            | Image manquante Téléverser |
| Église Notre-Dame de Franquevielle                                    | Franquevielle               |                                                                                            | 43° 08′ 10″ nord, 0° 31′ 56″ est |                                       |                       |                                            | Église Notre-Dame de Franquevielle                                                                                             |
| Église Saint-Barthélemy de Fronsac                                    | Fronsac                     |                                                                                            | 42° 57′ 05″ nord, 0° 38′ 58″ est |                                       |                       |                                            | Église Saint-Barthélemy de Fronsac                                                                                             |
| Église Saint-Blaise de Frontignan-Savès                               | Frontignan-Savès            |                                                                                            | 43° 23′ 44″ nord, 0° 55′ 26″ est | « PA00094334 »                        | Inscrit MH            | 1973                                       | Église Saint-Blaise de Frontignan-Savès                                                                                        |
| Église Saint-Félix de Frontignan-de-Comminges                         | Frontignan-de-Comminges     |                                                                                            | 42° 58′ 16″ nord, 0° 39′ 30″ est |                                       |                       |                                            | Église Saint-Félix de Frontignan-de-Comminges                                                                                  |
| Église Notre-Dame-de-l'Assomption de Fronton                          | Fronton                     |                                                                                            | 43° 50′ 25″ nord, 1° 23′ 25″ est | « PA00094335 »                        | Inscrit MH            | 1981                                       | Église Notre-Dame-de-l'Assomption de Fronton                                                                                   |
| Église Saint-Germier de Frouzins                                      | Frouzins                    |                                                                                            | 43° 30′ 55″ nord, 1° 19′ 27″ est | « PA00094337 »                        | Inscrit MH            | 1926                                       | Église Saint-Germier de Frouzins                                                                                               |
| Église Saint-Antoine de Fustignac                                     | Fustignac                   |                                                                                            | 43° 17′ 53″ nord, 0° 58′ 57″ est |                                       |                       |                                            | Église Saint-Antoine de Fustignac                                                                                              |
| Église Notre-Dame de Gagnac-sur-Garonne                               | Gagnac-sur-Garonne          |                                                                                            | 43° 42′ 06″ nord, 1° 22′ 12″ est |                                       |                       |                                            | Église Notre-Dame de Gagnac-sur-Garonne                                                                                        |
| Église Saint-Étienne de Gaillac-Toulza                                | Gaillac-Toulza              |                                                                                            | 43° 15′ 19″ nord, 1° 28′ 14″ est |                                       |                       |                                            | Église Saint-Étienne de Gaillac-Toulza                                                                                         |
| Église Saint-Julien de Louise                                         | Gaillac-Toulza              |                                                                                            | 43° 13′ 38″ nord, 1° 26′ 27″ est |                                       |                       |                                            | Église Saint-Julien de Louise                                                                                                  |
| Église Saint-Paul d'Escayre                                           | Gaillac-Toulza              |                                                                                            | à géolocaliser                   |                                       |                       |                                            | Image manquante Téléverser |
| Église Saint-Nazaire de Galié                                         | Galié                       |                                                                                            | 42° 59′ 24″ nord, 0° 38′ 02″ est |                                       |                       |                                            | Église Saint-Nazaire de Galié                                                                                                  |
| Église Saint-Sébastien de Ganties                                     | Ganties                     |                                                                                            | 43° 03′ 55″ nord, 0° 49′ 56″ est |                                       |                       |                                            | Église Saint-Sébastien de Ganties                                                                                              |
| Église Saint-Jean-Baptiste de Garac                                   | Garac                       |                                                                                            | 43° 41′ 24″ nord, 1° 05′ 28″ est |                                       |                       |                                            | Église Saint-Jean-Baptiste de Garac                                                                                            |
| Église Saint-Martin de Gardouch                                       | Gardouch                    |                                                                                            | 43° 23′ 30″ nord, 1° 40′ 59″ est |                                       |                       |                                            | Image manquante Téléverser |
| Église Saint-Pierre de Gargas                                         | Gargas                      |                                                                                            | 43° 45′ 22″ nord, 1° 28′ 03″ est |                                       |                       |                                            | Église Saint-Pierre de Gargas                                                                                                  |
| Église Saint-Jean-Baptiste de Garidech                                | Garidech                    |                                                                                            | 43° 42′ 39″ nord, 1° 33′ 39″ est | « PA00094340 »                        | Inscrit MH            | 1926                                       | Église Saint-Jean-Baptiste de Garidech                                                                                         |
| Église Saint-Jean-Baptiste de Garin                                   | Garin                       |                                                                                            | 42° 48′ 32″ nord, 0° 30′ 57″ est |                                       |                       |                                            | Église Saint-Jean-Baptiste de Garin                                                                                            |
| Église Saint-Julien de Gauré                                          | Gauré                       |                                                                                            | 43° 36′ 38″ nord, 1° 38′ 29″ est |                                       |                       |                                            | Église Saint-Julien de Gauré                                                                                                   |
| Église Saint-Pierre de Gémil                                          | Gémil                       |                                                                                            | 43° 44′ 10″ nord, 1° 35′ 23″ est | « PA00094342 »                        | Inscrit MH            | 1929                                       | Église Saint-Pierre de Gémil                                                                                                   |
| Église Saint-Roch de Génos                                            | Génos                       |                                                                                            | 43° 00′ 00″ nord, 0° 40′ 24″ est | « PA31000075 »                        | Inscrit MH            | 2006                                       | Église Saint-Roch de Génos |
| Église de la Nativité de Gensac-de-Boulogne                           | Gensac-de-Boulogne          |                                                                                            | 43° 15′ 08″ nord, 0° 35′ 13″ est |                                       |                       |                                            | Image manquante Téléverser |
| Église Notre-Dame de Gensac-sur-Garonne                               | Gensac-sur-Garonne          |                                                                                            | 43° 13′ 06″ nord, 1° 07′ 47″ est |                                       |                       |                                            | Image manquante Téléverser |
| Église Saint-Antoine de Gibel                                         | Gibel                       |                                                                                            | 43° 17′ 35″ nord, 1° 40′ 45″ est |                                       |                       |                                            | Église Saint-Antoine de Gibel                                                                                                  |
| Église Saint-Exupère de Gouaux-de-Larboust                            | Gouaux-de-Larboust          |                                                                                            | 42° 47′ 42″ nord, 0° 29′ 25″ est |                                       |                       |                                            | Image manquante Téléverser |
| Église Saint-Barthélemy de Gouaux-de-Luchon                           | Gouaux-de-Luchon            |                                                                                            | 42° 51′ 24″ nord, 0° 37′ 14″ est |                                       |                       |                                            | Image manquante Téléverser |
| Église Saint-Pierre-ès-Liens de Goudex                                | Goudex                      |                                                                                            | 43° 22′ 35″ nord, 0° 57′ 14″ est |                                       |                       |                                            | Église Saint-Pierre-ès-Liens de Goudex                                                                                         |
| Église Saint-Vincent de Gourdan-Polignan                              | Gourdan-Polignan            |                                                                                            | 43° 04′ 16″ nord, 0° 34′ 24″ est |                                       |                       |                                            | Église Saint-Vincent de Gourdan-Polignan                                                                                       |
| Église Saint-Jean-Baptiste de Goutevernisse                           | Goutevernisse               |                                                                                            | 43° 12′ 43″ nord, 1° 10′ 25″ est |                                       |                       |                                            | Église Saint-Jean-Baptiste de Goutevernisse                                                                                    |
| Église Saint-Pierre-aux-Liens de Gouzens                              | Gouzens                     |                                                                                            | 43° 11′ 12″ nord, 1° 11′ 17″ est |                                       |                       |                                            | Image manquante Téléverser |
| Église Saint-Pierre de Goyrans                                        | Goyrans                     |                                                                                            | 43° 28′ 51″ nord, 1° 25′ 58″ est |                                       |                       |                                            | Église Saint-Pierre de Goyrans                                                                                                 |
| Église Saint-Vincent de Gragnague                                     | Gragnague                   |                                                                                            | 43° 40′ 55″ nord, 1° 35′ 05″ est |                                       |                       |                                            | Église Saint-Vincent de Gragnague                                                                                              |
| Église Saint-Michel de Gratens                                        | Gratens                     |                                                                                            | 43° 19′ 19″ nord, 1° 06′ 52″ est |                                       |                       |                                            | Église Saint-Michel de Gratens                                                                                                 |
| Église Sainte-Quitterie de Gratentour                                 | Gratentour                  |                                                                                            | 43° 43′ 19″ nord, 1° 25′ 54″ est |                                       |                       |                                            | Église Sainte-Quitterie de Gratentour                                                                                          |
| Église Notre-Dame de Grazac                                           | Grazac                      |                                                                                            | 43° 18′ 42″ nord, 1° 27′ 23″ est |                                       |                       |                                            | Image manquante Téléverser |
| Église Notre-Dame-de-l'Assomption de Grenade                          | Grenade                     |                                                                                            | 43° 46′ 16″ nord, 1° 17′ 39″ est | « PA00094350 »                        | Classé MH             | 1951                                       | Église Notre-Dame-de-l'Assomption de Grenade                                                                                   |
| Église Saint-Caprais de Grenade                                       | Grenade                     |                                                                                            | 43° 45′ 43″ nord, 1° 19′ 49″ est |                                       |                       |                                            | Église Saint-Caprais de Grenade                                                                                                |
| Église Saint-Martin de Grépiac                                        | Grépiac                     |                                                                                            | 43° 24′ 19″ nord, 1° 26′ 53″ est |                                       |                       |                                            | Église Saint-Martin de Grépiac                                                                                                 |
| Église Saint-Michel de Guran                                          | Guran                       |                                                                                            | 42° 53′ 28″ nord, 0° 36′ 59″ est |                                       |                       |                                            | Église Saint-Michel de Guran                                                                                                   |
| Église Notre-Dame-du-Rosaire d'Herran                                 | Herran                      |                                                                                            | 42° 58′ 21″ nord, 0° 54′ 53″ est |                                       |                       |                                            | Image manquante Téléverser |
| Église Saint-Jean-Baptiste d'His                                      | His                         |                                                                                            | 43° 04′ 02″ nord, 0° 58′ 03″ est |                                       |                       |                                            | Église Saint-Jean-Baptiste d'His                                                                                               |
| Église Saint-Saturnin d'Huos                                          | Huos                        |                                                                                            | 43° 04′ 44″ nord, 0° 35′ 42″ est |                                       |                       |                                            | Église Saint-Saturnin d'Huos                                                                                                   |
| Église Saint-Sernin d'Issus                                           | Issus                       |                                                                                            | 43° 25′ 23″ nord, 1° 30′ 19″ est |                                       |                       |                                            | Église Saint-Sernin d'Issus |
| Église Notre-Dame-du-Mont-Carmel d'Izaut-de-l'Hôtel                   | Izaut-de-l'Hôtel            |                                                                                            | 43° 00′ 57″ nord, 0° 45′ 14″ est |                                       |                       |                                            | Église Notre-Dame-du-Mont-Carmel d'Izaut-de-l'Hôtel                                                                            |
| Église Saint-Christophe de Jurvielle                                  | Jurvielle                   |                                                                                            | 42° 49′ 04″ nord, 0° 29′ 14″ est | « PA31000049 »                        | Inscrit MH            | 2001                                       | Église Saint-Christophe de Jurvielle                                                                                           |
| Église Saint-Léger de Juzes                                           | Juzes                       |                                                                                            | 43° 26′ 55″ nord, 1° 47′ 26″ est |                                       |                       |                                            | Église Saint-Léger de Juzes |
| Église Saint-Germier de Juzet-d'Izaut                                 | Juzet-d'Izaut               |                                                                                            | 42° 58′ 42″ nord, 0° 45′ 38″ est |                                       |                       |                                            | Image manquante Téléverser |
| Église Saint-Blaise-et-Sainte-Eulalie de Juzet-de-Luchon              | Juzet-de-Luchon             |                                                                                            | 42° 48′ 31″ nord, 0° 36′ 29″ est |                                       |                       |                                            | Église Saint-Blaise-et-Sainte-Eulalie de Juzet-de-Luchon                                                                       |
| Église Saint-Adrien de L'Isle-en-Dodon                                | L'Isle-en-Dodon             |                                                                                            | 43° 22′ 52″ nord, 0° 50′ 12″ est | « PA00094354 »                        | Classé MH             | 1907                                       | Église Saint-Adrien de L'Isle-en-Dodon                                                                                         |
| Église Saint-Jean-Baptiste de L'Union                                 | L'Union                     |                                                                                            | 43° 39′ 31″ nord, 1° 29′ 01″ est |                                       |                       |                                            | Église Saint-Jean-Baptiste de L'Union                                                                                          |
| Église Sainte-Marie de La Magdelaine-sur-Tarn                         | La Magdelaine-sur-Tarn      |                                                                                            | 43° 48′ 43″ nord, 1° 32′ 36″ est |                                       |                       |                                            | Église Sainte-Marie de La Magdelaine-sur-Tarn                                                                                  |
| Église Saint-Éloi de La Salvetat-Lauragais                            | La Salvetat-Lauragais       |                                                                                            | 43° 32′ 27″ nord, 1° 47′ 47″ est |                                       |                       |                                            | Église Saint-Éloi de La Salvetat-Lauragais                                                                                     |
| Église Saint-Gilles de La Salvetat-Saint-Gilles                       | La Salvetat-Saint-Gilles    |                                                                                            | 43° 34′ 37″ nord, 1° 16′ 19″ est |                                       |                       |                                            | Église Saint-Gilles de La Salvetat-Saint-Gilles                                                                                |
| Église de la Nativité-de-la-Sainte-Vierge de Labarthe-Inard           | Labarthe-Inard              |                                                                                            | 43° 06′ 24″ nord, 0° 50′ 08″ est | « PA00094356 »                        | Inscrit MH            | 1950                                       | Image manquante Téléverser |
| Église Saint-Cyr de Labarthe-Inard                                    | Labarthe-Inard              |                                                                                            | à géolocaliser                   |                                       |                       |                                            | Image manquante Téléverser |
| Église Saint-Julien de Labarthe-Rivière                               | Labarthe-Rivière            |                                                                                            | 43° 04′ 49″ nord, 0° 40′ 13″ est |                                       |                       |                                            | Église Saint-Julien de Labarthe-Rivière                                                                                        |
| Église Saint-André de Labarthe-sur-Lèze                               | Labarthe-sur-Lèze           |                                                                                            | 43° 27′ 07″ nord, 1° 23′ 57″ est |                                       |                       |                                            | Église Saint-André de Labarthe-sur-Lèze                                                                                        |
| Église Notre-Dame-de-l'Assomption de Labastide-Beauvoir               | Labastide-Beauvoir          |                                                                                            | 43° 28′ 54″ nord, 1° 40′ 02″ est |                                       |                       |                                            | Église Notre-Dame-de-l'Assomption de Labastide-Beauvoir                                                                        |
| Église Saint-Loup de Labastide-Clermont                               | Labastide-Clermont          |                                                                                            | 43° 20′ 56″ nord, 1° 07′ 19″ est |                                       |                       |                                            | Église Saint-Loup de Labastide-Clermont                                                                                        |
| Église Sainte-Catherine de Labastide-Paumès                           | Labastide-Paumès            |                                                                                            | 43° 20′ 11″ nord, 0° 56′ 16″ est |                                       |                       |                                            | Église Sainte-Catherine de Labastide-Paumès                                                                                    |
| Église Saint-Sernin de Labastide-Saint-Sernin                         | Labastide-Saint-Sernin      |                                                                                            | 43° 44′ 23″ nord, 1° 28′ 18″ est |                                       |                       |                                            | Église Saint-Sernin de Labastide-Saint-Sernin                                                                                  |
| Église de la Nativité-de-la-Sainte-Vierge de Labastidette             | Labastidette                |                                                                                            | 43° 27′ 34″ nord, 1° 14′ 40″ est |                                       |                       |                                            | Église de la Nativité-de-la-Sainte-Vierge de Labastidette                                                                      |
| Église Saint-Barthélemy de Labège                                     | Labège                      |                                                                                            | 43° 31′ 43″ nord, 1° 31′ 46″ est |                                       |                       |                                            | Église Saint-Barthélemy de Labège                                                                                              |
| Église Saint-Sébastien de Labroquère                                  | Labroquère                  |                                                                                            | 43° 02′ 23″ nord, 0° 35′ 34″ est |                                       |                       |                                            | Église Saint-Sébastien de Labroquère                                                                                           |
| Église Saint-Sernin de Labruyère-Dorsa                                | Labruyère-Dorsa             |                                                                                            | 43° 24′ 24″ nord, 1° 28′ 21″ est |                                       |                       |                                            | Église Saint-Sernin de Labruyère-Dorsa                                                                                         |
| Église Sainte-Madeleine de Lacaugne                                   | Lacaugne                    |                                                                                            | 43° 17′ 14″ nord, 1° 16′ 15″ est |                                       |                       |                                            | Église Sainte-Madeleine de Lacaugne                                                                                            |
| Église Notre-Dame de Lacroix-Falgarde                                 | Lacroix-Falgarde            |                                                                                            | 43° 30′ 11″ nord, 1° 24′ 43″ est |                                       |                       |                                            | Église Notre-Dame de Lacroix-Falgarde                                                                                          |
| Église Saint-Michel de Laffite-Toupière                               | Laffite-Toupière            |                                                                                            | 43° 09′ 53″ nord, 0° 54′ 10″ est |                                       |                       |                                            | Image manquante Téléverser |
| Église Notre-Dame de Lafitte-Vigordane                                | Lafitte-Vigordane           |                                                                                            | 43° 17′ 57″ nord, 1° 09′ 49″ est |                                       |                       |                                            | Église Notre-Dame de Lafitte-Vigordane                                                                                         |
| Église Saint-Remi de Lagarde                                          | Lagarde                     |                                                                                            | 43° 20′ 46″ nord, 1° 42′ 47″ est |                                       |                       |                                            | Église Saint-Remi de Lagarde                                                                                                   |
| Église de l'Assomption de Lagardelle-sur-Lèze                         | Lagardelle-sur-Lèze         |                                                                                            | 43° 24′ 46″ nord, 1° 23′ 16″ est |                                       |                       |                                            | Église de l'Assomption de Lagardelle-sur-Lèze                                                                                  |
| Église Saint-Jean-Baptiste de Lagrâce-Dieu                            | Lagrâce-Dieu                |                                                                                            | 43° 20′ 27″ nord, 1° 25′ 19″ est |                                       |                       |                                            | Église Saint-Jean-Baptiste de Lagrâce-Dieu                                                                                     |
| Église Saint-Martin de Lagraulet-Saint-Nicolas                        | Lagraulet-Saint-Nicolas     |                                                                                            | 43° 47′ 36″ nord, 1° 04′ 45″ est |                                       |                       |                                            | Image manquante Téléverser |
| Église Saint-Taurin de Lahage                                         | Lahage                      |                                                                                            | 43° 26′ 29″ nord, 1° 03′ 48″ est |                                       |                       |                                            | Église Saint-Taurin de Lahage                                                                                                  |
| Église de l'Assomption de Lahitère                                    | Lahitère                    |                                                                                            | 43° 08′ 18″ nord, 1° 11′ 35″ est |                                       |                       |                                            | Image manquante Téléverser |
| Église Saint-Laurent de Lalouret-Laffiteau                            | Lalouret-Laffiteau          |                                                                                            | 43° 11′ 02″ nord, 0° 41′ 58″ est |                                       |                       |                                            | Image manquante Téléverser |
| Église Saint-Martin de Lamasquère                                     | Lamasquère                  |                                                                                            | 43° 28′ 52″ nord, 1° 14′ 33″ est |                                       |                       |                                            | Église Saint-Martin de Lamasquère                                                                                              |
| Église Saint-Gaudens de Landorthe                                     | Landorthe                   |                                                                                            | 43° 07′ 55″ nord, 0° 47′ 01″ est |                                       |                       |                                            | Église Saint-Gaudens de Landorthe                                                                                              |
| Église Notre-Dame-de-l'Assomption de Lanta                            | Lanta                       |                                                                                            | 43° 33′ 33″ nord, 1° 39′ 22″ est |                                       |                       |                                            | Église Notre-Dame-de-l'Assomption de Lanta                                                                                     |
| Église Saint-Sernin de Lanta                                          | Lanta                       |                                                                                            | 43° 32′ 39″ nord, 1° 38′ 56″ est |                                       |                       |                                            | Image manquante Téléverser |
| Église Saint-Anatoly de Lanta                                         | Lanta                       |                                                                                            | 43° 34′ 29″ nord, 1° 41′ 37″ est |                                       |                       |                                            | Église Saint-Anatoly de Lanta                                                                                                  |
| Église Notre-Dame de Lapeyrère                                        | Lapeyrère                   |                                                                                            | 43° 12′ 24″ nord, 1° 18′ 50″ est |                                       |                       |                                            | Église Notre-Dame de Lapeyrère                                                                                                 |
| Église Notre-Dame de Lapeyrouse-Fossat                                | Lapeyrouse-Fossat           |                                                                                            | 43° 41′ 28″ nord, 1° 30′ 58″ est |                                       |                       |                                            | Église Notre-Dame de Lapeyrouse-Fossat                                                                                         |
| Église Saint-Roch de Larcan                                           | Larcan                      |                                                                                            | 43° 10′ 35″ nord, 0° 43′ 14″ est |                                       |                       |                                            | Image manquante Téléverser |
| Église Notre-Dame de Laréole                                          | Laréole                     |                                                                                            | 43° 44′ 16″ nord, 1° 01′ 23″ est |                                       |                       |                                            | Église Notre-Dame de Laréole                                                                                                   |
| Église Saint-Séverin de Larra                                         | Larra                       |                                                                                            | 43° 44′ 21″ nord, 1° 14′ 01″ est |                                       |                       |                                            | Église Saint-Séverin de Larra                                                                                                  |
| Église Saint-Saturnin de Larroque                                     | Larroque                    |                                                                                            | 43° 11′ 44″ nord, 0° 36′ 30″ est |                                       |                       |                                            | Église Saint-Saturnin de Larroque                                                                                              |
| Église Saint-Martin de Lasserre-Pradère                               | Lasserre-Pradère            |                                                                                            | 43° 38′ 18″ nord, 1° 10′ 10″ est |                                       |                       |                                            | Église Saint-Martin de Lasserre-Pradère                                                                                        |
| Église Saint-Sernin de Latoue                                         | Latoue                      |                                                                                            | 43° 10′ 07″ nord, 0° 47′ 08″ est |                                       |                       |                                            | Image manquante Téléverser |
| Église Saint-Jean-Baptiste de Latour                                  | Latour                      |                                                                                            | 43° 11′ 52″ nord, 1° 17′ 30″ est |                                       |                       |                                            | Image manquante Téléverser |
| Église Saint-Barthélemy de Latrape                                    | Latrape                     |                                                                                            | 43° 14′ 41″ nord, 1° 17′ 24″ est |                                       |                       |                                            | Église Saint-Barthélemy de Latrape                                                                                             |
| Église Saint-Étienne de Launac                                        | Launac                      |                                                                                            | 43° 44′ 36″ nord, 1° 10′ 53″ est |                                       |                       |                                            | Église Saint-Étienne de Launac                                                                                                 |
| Église Saint-Barthélemy de Launaguet                                  | Launaguet                   |                                                                                            | 43° 40′ 28″ nord, 1° 27′ 39″ est | « PA31000095 »                        | Inscrit MH            | 2016                                       | Église Saint-Barthélemy de Launaguet                                                                                           |
| Église Sainte-Philomène de Lautignac                                  | Lautignac                   |                                                                                            | 43° 22′ 54″ nord, 1° 03′ 24″ est |                                       |                       |                                            | Église Sainte-Philomène de Lautignac                                                                                           |
| Église Saint-Michel de Lauzerville                                    | Lauzerville                 |                                                                                            | 43° 33′ 17″ nord, 1° 34′ 01″ est |                                       |                       |                                            | Image manquante Téléverser |
| Église Saint-Laurent de Lavalette                                     | Lavalette                   |                                                                                            | 43° 38′ 15″ nord, 1° 35′ 43″ est |                                       |                       |                                            | Église Saint-Laurent de Lavalette                                                                                              |
| Église Saint-Barthélemy de Lavelanet-de-Comminges                     | Lavelanet-de-Comminges      |                                                                                            | 43° 15′ 21″ nord, 1° 07′ 09″ est |                                       |                       |                                            | Église Saint-Barthélemy de Lavelanet-de-Comminges                                                                              |
| Église Saint-Pierre-et-Saint-Paul de Lavernose-Lacasse                | Lavernose-Lacasse           |                                                                                            | 43° 23′ 48″ nord, 1° 15′ 41″ est | « PA00094368 »                        | Inscrit MH            | 1950                                       | Église Saint-Pierre-et-Saint-Paul de Lavernose-Lacasse                                                                         |
| Église Saint-Blaise de Layrac-sur-Tarn                                | Layrac-sur-Tarn             |                                                                                            | 43° 50′ 01″ nord, 1° 33′ 28″ est |                                       |                       |                                            | Église Saint-Blaise de Layrac-sur-Tarn                                                                                         |
| Église Sainte-Foy du Born                                             | Le Born                     |                                                                                            | 43° 53′ 02″ nord, 1° 32′ 44″ est |                                       |                       |                                            | Église Sainte-Foy du Born |
| Église Saint-Jean-Baptiste du Burgaud                                 | Le Burgaud                  |                                                                                            | 43° 47′ 39″ nord, 1° 09′ 48″ est |                                       |                       |                                            | Église Saint-Jean-Baptiste du Burgaud                                                                                          |
| Église Saint-Jean-Baptiste du Cabanial                                | Le Cabanial                 |                                                                                            | 43° 30′ 57″ nord, 1° 52′ 27″ est |                                       |                       |                                            | Image manquante Téléverser |
| Église Saint-Jean-Baptiste de Larmont                                 | Le Castéra                  |                                                                                            | 43° 39′ 44″ nord, 1° 10′ 07″ est | « PA00094308 »                        | Inscrit MH            | 1979                                       | Église Saint-Jean-Baptiste de Larmont                                                                                          |
| Église Saint-Eutrope du Castéra                                       | Le Castéra                  |                                                                                            | 43° 40′ 19″ nord, 1° 08′ 14″ est |                                       |                       |                                            | Église Saint-Eutrope du Castéra                                                                                                |
| Église Saint-Pierre du Cuing                                          | Le Cuing                    |                                                                                            | 43° 08′ 51″ nord, 0° 36′ 32″ est |                                       |                       |                                            | Église Saint-Pierre du Cuing                                                                                                   |
| Église Saint-Étienne du Faget                                         | Le Faget                    |                                                                                            | 43° 34′ 03″ nord, 1° 49′ 27″ est |                                       |                       |                                            | Église Saint-Étienne du Faget                                                                                                  |
| Église Saint-Julien du Fauga                                          | Le Fauga                    |                                                                                            | 43° 23′ 45″ nord, 1° 17′ 45″ est |                                       |                       |                                            | Église Saint-Julien du Fauga                                                                                                   |
| Église Saint-Pierre-ès-Liens du Fousseret                             | Le Fousseret                |                                                                                            | 43° 23′ 45″ nord, 1° 17′ 45″ est | « PA31000056 »                        | Inscrit MH            | 2002                                       | Église Saint-Pierre-ès-Liens du Fousseret                                                                                      |
| Église de la Nativité-de-Notre-Dame de Benque                         | Le Fousseret                |                                                                                            | 43° 16′ 23″ nord, 1° 04′ 09″ est |                                       |                       |                                            | Image manquante Téléverser |
| Église Notre-Dame du Fréchet                                          | Le Fréchet                  |                                                                                            | 43° 11′ 18″ nord, 0° 56′ 13″ est |                                       |                       |                                            | Église Notre-Dame du Fréchet                                                                                                   |
| Église Notre-Dame du Grès                                             | Le Grès                     |                                                                                            | 43° 43′ 25″ nord, 1° 05′ 53″ est |                                       |                       |                                            | Église Notre-Dame du Grès |
| Église Sainte-Marie-Magdeleine du Pin-Murelet                         | Le Pin-Murelet              |                                                                                            | 43° 24′ 02″ nord, 1° 00′ 53″ est |                                       |                       |                                            | Église Sainte-Marie-Magdeleine du Pin-Murelet                                                                                  |
| Église Saint-Pierre du Plan                                           | Le Plan                     |                                                                                            | 43° 09′ 58″ nord, 1° 07′ 17″ est | « PA00094423 »                        | Inscrit MH            | 1950                                       | Église Saint-Pierre du Plan |
| Église Saint-Martin de Lécussan                                       | Lécussan                    |                                                                                            | 43° 09′ 36″ nord, 0° 30′ 06″ est |                                       |                       |                                            | Église Saint-Martin de Lécussan                                                                                                |
| Église Saint-Jean-Baptiste de Lège                                    | Lège                        |                                                                                            | 42° 52′ 41″ nord, 0° 36′ 36″ est |                                       |                       |                                            | Église Saint-Jean-Baptiste de Lège                                                                                             |
| Église Saint-Jean-Baptiste de Léguevin                                | Léguevin                    |                                                                                            | 43° 35′ 55″ nord, 1° 14′ 02″ est |                                       |                       |                                            | Église Saint-Jean-Baptiste de Léguevin                                                                                         |
| Église Notre-Dame-de-l'Assomption des Tourreilles                     | Les Tourreilles             |                                                                                            | 43° 06′ 42″ nord, 0° 33′ 08″ est |                                       |                       |                                            | Église Notre-Dame-de-l'Assomption des Tourreilles                                                                              |
| Église Saint-Jean-Baptiste de Lescuns                                 | Lescuns                     |                                                                                            | 43° 14′ 28″ nord, 1° 00′ 47″ est |                                       |                       |                                            | Église Saint-Jean-Baptiste de Lescuns                                                                                          |
| Église Saint-Jean-Baptiste de Lespinasse                              | Lespinasse                  |                                                                                            | 43° 42′ 21″ nord, 1° 23′ 10″ est |                                       |                       |                                            | Image manquante Téléverser |
| Église Saint-Roch de Lespiteau                                        | Lespiteau                   |                                                                                            | 43° 04′ 05″ nord, 0° 45′ 45″ est |                                       |                       |                                            | Église Saint-Roch de Lespiteau                                                                                                 |
| Église Saint-Macaire de Lespugue                                      | Lespugue                    |                                                                                            | 43° 13′ 59″ nord, 0° 40′ 05″ est |                                       |                       |                                            | Image manquante Téléverser |
| Église Saint-Michel de Lestelle-de-Saint-Martory                      | Lestelle-de-Saint-Martory   |                                                                                            | 43° 07′ 17″ nord, 0° 54′ 44″ est |                                       |                       |                                            | Église Saint-Michel de Lestelle-de-Saint-Martory                                                                               |
| Église Saint-Maur de Lévignac                                         | Lévignac                    |                                                                                            | 43° 40′ 01″ nord, 1° 11′ 38″ est |                                       |                       |                                            | Église Saint-Maur de Lévignac                                                                                                  |
| Église Saint-André de Lherm                                           | Lherm                       |                                                                                            | 43° 25′ 47″ nord, 1° 13′ 24″ est |                                       |                       |                                            | Église Saint-André de Lherm |
| Église Saint-Nicolas de Lieoux                                        | Lieoux                      |                                                                                            | 43° 09′ 15″ nord, 0° 46′ 20″ est |                                       |                       |                                            | Église Saint-Nicolas de Lieoux                                                                                                 |
| Église Sainte-Quitterie de Lilhac                                     | Lilhac                      |                                                                                            | 43° 17′ 04″ nord, 0° 48′ 33″ est |                                       |                       |                                            | Image manquante Téléverser |
| Église Saint-Jean-Baptiste de Lodes                                   | Lodes                       |                                                                                            | 43° 10′ 09″ nord, 0° 40′ 31″ est |                                       |                       |                                            | Église Saint-Jean-Baptiste de Lodes                                                                                            |
| Église Saint-André de Longages                                        | Longages                    |                                                                                            | 43° 21′ 22″ nord, 1° 14′ 26″ est | « PA00094374 »                        | Inscrit MH            | 1979                                       | Église Saint-André de Longages                                                                                                 |
| Église Notre-Dame de Loubens-Lauragais                                | Loubens-Lauragais           |                                                                                            | 43° 34′ 24″ nord, 1° 47′ 07″ est |                                       |                       |                                            | Église Notre-Dame de Loubens-Lauragais                                                                                         |
| Église Notre-Dame de Loudet                                           | Loudet                      |                                                                                            | 43° 08′ 52″ nord, 0° 34′ 27″ est |                                       |                       |                                            | Église Notre-Dame de Loudet |
| Église Saint-Christophe de Lourde                                     | Lourde                      |                                                                                            | 42° 59′ 06″ nord, 0° 39′ 43″ est |                                       |                       |                                            | Église Saint-Christophe de Lourde                                                                                              |
| Église Saint-Martin de Luscan                                         | Luscan                      |                                                                                            | 43° 00′ 39″ nord, 0° 37′ 23″ est |                                       |                       |                                            | Église Saint-Martin de Luscan                                                                                                  |
| Église Saint-Paul de Lussan-Adeilhac                                  | Lussan-Adeilhac             |                                                                                            | 43° 17′ 55″ nord, 0° 56′ 25″ est |                                       |                       |                                            | Église Saint-Paul de Lussan-Adeilhac                                                                                           |
| Église Saint-Fabien et Saint-Sébastien                                | Lux                         |                                                                                            | 43° 26′ 13″ nord, 1° 47′ 02″ est |                                       |                       |                                            | Église Saint-Fabien et Saint-Sébastien« Lux, église St-Fabien et St-Sébastien », sur catholique.fr (consulté le 18 juin 2023). |
| prieuré Saint-Pierre-de-Birac de Mailholas                            | Mailholas                   |                                                                                            | 43° 14′ 49″ nord, 1° 14′ 46″ est |                                       |                       |                                            | Image manquante Téléverser |
| Église Saint-Julien de Malvezie                                       | Malvezie                    |                                                                                            | 43° 00′ 20″ nord, 0° 41′ 10″ est |                                       |                       |                                            | Église Saint-Julien de Malvezie                                                                                                |
| Église Saint-Jacques de Mancioux                                      | Mancioux                    |                                                                                            | 43° 09′ 28″ nord, 0° 57′ 09″ est |                                       |                       |                                            | Église Saint-Jacques de Mancioux                                                                                               |
| Église Saint-Barthélemy de Mane                                       | Mane                        |                                                                                            | 43° 04′ 58″ nord, 0° 57′ 04″ est |                                       |                       |                                            | Église Saint-Barthélemy de Mane                                                                                                |
| Église de la Nativité-de-la-Sainte-Vierge de Marignac                 | Marignac                    |                                                                                            | 42° 54′ 45″ nord, 0° 39′ 28″ est |                                       |                       |                                            | Église de la Nativité-de-la-Sainte-Vierge de Marignac                                                                          |
| Église Saint-Martin de Marignac-Lasclares                             | Marignac-Lasclares          |                                                                                            | 43° 18′ 20″ nord, 1° 05′ 52″ est |                                       |                       |                                            | Église Saint-Martin de Marignac-Lasclares                                                                                      |
| Église Saint-Martin de Marignac-Laspeyres                             | Marignac-Laspeyres          |                                                                                            | 43° 12′ 56″ nord, 0° 57′ 57″ est |                                       |                       |                                            | Image manquante Téléverser |
| Église Saint-Jean-Baptiste de Marliac                                 | Marliac                     |                                                                                            | 43° 13′ 41″ nord, 1° 28′ 41″ est |                                       |                       |                                            | Image manquante Téléverser |
| Église Notre-Dame de Marquefave                                       | Marquefave                  |                                                                                            | 43° 19′ 00″ nord, 1° 14′ 45″ est |                                       |                       |                                            | Église Notre-Dame de Marquefave                                                                                                |
| Église de l'Assomption de Marsoulas                                   | Marsoulas                   |                                                                                            | 43° 06′ 28″ nord, 0° 59′ 38″ est |                                       |                       |                                            | Image manquante Téléverser |
| Église Saint-Martin de Martisserre                                    | Martisserre                 |                                                                                            | 43° 23′ 29″ nord, 0° 52′ 51″ est |                                       |                       |                                            | Église Saint-Martin de Martisserre                                                                                             |
| Église Saint-Barthélemy de Martres-de-Rivière                         | Martres-de-Rivière          |                                                                                            | 43° 04′ 42″ nord, 0° 38′ 28″ est |                                       |                       |                                            | Église Saint-Barthélemy de Martres-de-Rivière                                                                                  |
| Église Saint-Vidian de Martres-Tolosane                               | Martres-Tolosane            |                                                                                            | 43° 04′ 42″ nord, 0° 38′ 28″ est | « PA00094377 »                        | Inscrit MH            | 1926                                       | Église Saint-Vidian de Martres-Tolosane                                                                                        |
| Église Saint-Étienne de Mascarville                                   | Mascarville                 |                                                                                            | 43° 33′ 14″ nord, 1° 45′ 31″ est |                                       |                       |                                            | Église Saint-Étienne de Mascarville                                                                                            |
| Église Saint-Martin de Massabrac                                      | Massabrac                   |                                                                                            | 43° 13′ 20″ nord, 1° 22′ 03″ est |                                       |                       |                                            | Image manquante Téléverser |
| Église Saint-Martin de Mauran                                         | Mauran                      |                                                                                            | 43° 11′ 21″ nord, 1° 01′ 55″ est |                                       |                       |                                            | Église Saint-Martin de Mauran                                                                                                  |
| Église Saint-Martin de Mauremont                                      | Mauremont                   |                                                                                            | 43° 27′ 23″ nord, 1° 40′ 44″ est |                                       |                       |                                            | Église Saint-Martin de Mauremont                                                                                               |
| Église Notre-Dame de Maurens                                          | Maurens                     |                                                                                            | 43° 27′ 48″ nord, 1° 47′ 39″ est |                                       |                       |                                            | Église Notre-Dame de Maurens                                                                                                   |
| Église Saint-Barthélemy de Mauressac                                  | Mauressac                   |                                                                                            | 43° 19′ 28″ nord, 1° 26′ 06″ est |                                       |                       |                                            | Image manquante Téléverser |
| Église Notre-Dame de Maureville                                       | Maureville                  |                                                                                            | 43° 31′ 23″ nord, 1° 42′ 09″ est |                                       |                       |                                            | Église Notre-Dame de Maureville                                                                                                |
| Église Notre-Dame de Mauvaisin                                        | Mauvaisin                   |                                                                                            | 43° 21′ 16″ nord, 1° 33′ 00″ est |                                       |                       |                                            | Église Notre-Dame de Mauvaisin                                                                                                 |
| Église de la Conversion-de-Saint-Paul de Mauvezin                     | Mauvezin                    |                                                                                            | 43° 23′ 05″ nord, 0° 55′ 48″ est |                                       |                       |                                            | Église de la Conversion-de-Saint-Paul de Mauvezin                                                                              |
| Église Saint-Étienne de Mauzac                                        | Mauzac                      |                                                                                            | 43° 22′ 33″ nord, 1° 17′ 32″ est | « PA31000038 »                        | Inscrit MH            | 1999                                       | Église Saint-Étienne de Mauzac                                                                                                 |
| Église Saint-Pierre de Mayrègne                                       | Mayrègne                    |                                                                                            | 42° 50′ 31″ nord, 0° 32′ 25″ est | « PA00094381 »                        | Inscrit MH            | 1975                                       | Église Saint-Pierre de Mayrègne                                                                                                |
| Église Saint-Christophe de Mazères-sur-Salat                          | Mazères-sur-Salat           |                                                                                            | 43° 08′ 02″ nord, 0° 58′ 25″ est |                                       |                       |                                            | Image manquante Téléverser |
| Église Saint-Pancrace de Melles                                       | Melles                      |                                                                                            | 42° 52′ 06″ nord, 0° 45′ 30″ est |                                       |                       |                                            | Image manquante Téléverser |
| Église Saint-Germier de Menville                                      | Menville                    |                                                                                            | 43° 40′ 36″ nord, 1° 11′ 36″ est |                                       |                       |                                            | Église Saint-Germier de Menville                                                                                               |
| Église Saint-Pierre de Mérenvielle                                    | Mérenvielle                 |                                                                                            | 43° 37′ 38″ nord, 1° 09′ 26″ est |                                       |                       |                                            | Église Saint-Pierre de Mérenvielle                                                                                             |
| Église Saint-Jean-Baptiste de Mervilla                                | Mervilla                    |                                                                                            | 43° 30′ 27″ nord, 1° 28′ 24″ est |                                       |                       |                                            | Église Saint-Jean-Baptiste de Mervilla                                                                                         |
| Église Saint-Saturnin de Merville                                     | Merville                    |                                                                                            | 43° 43′ 15″ nord, 1° 17′ 55″ est |                                       |                       |                                            | Église Saint-Saturnin de Merville                                                                                              |
| Église Saint-Félix de Milhas                                          | Milhas                      |                                                                                            | 42° 59′ 15″ nord, 0° 48′ 21″ est |                                       |                       |                                            | Image manquante Téléverser |
| Église Saint-André de Mirambeau                                       | Mirambeau                   |                                                                                            | 43° 24′ 09″ nord, 0° 51′ 59″ est |                                       |                       |                                            | Église Saint-André de Mirambeau                                                                                                |
| Église Saint-Martin de Miramont-de-Comminges                          | Miramont-de-Comminges       |                                                                                            | 43° 24′ 09″ nord, 0° 51′ 59″ est |                                       |                       |                                            | Église Saint-Martin de Miramont-de-Comminges                                                                                   |
| Église Saint-Eutrope de Miremont                                      | Miremont                    |                                                                                            | 43° 22′ 12″ nord, 1° 24′ 57″ est |                                       |                       |                                            | Église Saint-Eutrope de Miremont                                                                                               |
| Église Saint-Cyr de Mirepoix-sur-Tarn                                 | Mirepoix-sur-Tarn           |                                                                                            | 43° 48′ 57″ nord, 1° 34′ 42″ est |                                       |                       |                                            | Église Saint-Cyr de Mirepoix-sur-Tarn                                                                                          |
| Église Saint-Roch de Molas                                            | Molas                       |                                                                                            | 43° 23′ 59″ nord, 0° 47′ 01″ est |                                       |                       |                                            | Image manquante Téléverser |
| Église Saint-Laurent de Moncaup                                       | Moncaup                     |                                                                                            | 42° 58′ 42″ nord, 0° 42′ 21″ est |                                       |                       |                                            | Image manquante Téléverser |
| Église Saint-Michel de Mondavezan                                     | Mondavezan                  |                                                                                            | 43° 14′ 25″ nord, 1° 02′ 21″ est |                                       |                       |                                            | Église Saint-Michel de Mondavezan                                                                                              |
| Église Saint-Barthélemy de Mondilhan                                  | Mondilhan                   |                                                                                            | 43° 17′ 38″ nord, 0° 42′ 28″ est |                                       |                       |                                            | Église Saint-Barthélemy de Mondilhan                                                                                           |
| Église Saint-Pierre-ès-Liens de Mondonville                           | Mondonville                 |                                                                                            | 43° 40′ 17″ nord, 1° 17′ 13″ est |                                       |                       |                                            | Église Saint-Pierre-ès-Liens de Mondonville                                                                                    |
| Église Saint-Martial de Mondouzil                                     | Mondouzil                   |                                                                                            | 43° 38′ 05″ nord, 1° 33′ 29″ est |                                       |                       |                                            | Église Saint-Martial de Mondouzil                                                                                              |
| Église Saint-Barthélemy de Monès                                      | Monès                       |                                                                                            | 43° 24′ 55″ nord, 1° 02′ 05″ est |                                       |                       |                                            | Église Saint-Barthélemy de Monès                                                                                               |
| Église Saint-Pierre de Monestrol                                      | Monestrol                   |                                                                                            | 43° 20′ 03″ nord, 1° 40′ 15″ est |                                       |                       |                                            | Église Saint-Pierre de Monestrol                                                                                               |
| Église Saint-Saturnin de Mons                                         | Mons                        |                                                                                            | 43° 36′ 38″ nord, 1° 34′ 32″ est |                                       |                       |                                            | Église Saint-Saturnin de Mons                                                                                                  |
| Église Saint-Pierre de Montaigut-sur-Save                             | Montaigut-sur-Save          |                                                                                            | 43° 41′ 32″ nord, 1° 13′ 51″ est |                                       |                       |                                            | Église Saint-Pierre de Montaigut-sur-Save                                                                                      |
| Église Notre-Dame-du-Mont-Carmel de Montastruc-de-Salies              | Montastruc-de-Salies        |                                                                                            | 43° 01′ 49″ nord, 0° 53′ 33″ est |                                       |                       |                                            | Image manquante Téléverser |
| Église Saint-Barthélemy de Montastruc-la-Conseillère                  | Montastruc-la-Conseillère   |                                                                                            | 43° 43′ 01″ nord, 1° 35′ 30″ est |                                       |                       |                                            | Église Saint-Barthélemy de Montastruc-la-Conseillère                                                                           |
| Église Notre-Dame de Montastruc-Savès                                 | Montastruc-Savès            |                                                                                            | 43° 21′ 41″ nord, 1° 01′ 11″ est |                                       |                       |                                            | Église Notre-Dame de Montastruc-Savès                                                                                          |
| Église Notre-Dame-de-l'Assomption de Montauban-de-Luchon              | Montauban-de-Luchon         |                                                                                            | 42° 47′ 31″ nord, 0° 36′ 29″ est |                                       |                       |                                            | Église Notre-Dame-de-l'Assomption de Montauban-de-Luchon                                                                       |
| Église Saint-Barthélemy de Montaut                                    | Montaut                     |                                                                                            | 43° 21′ 21″ nord, 1° 17′ 56″ est |                                       |                       |                                            | Image manquante Téléverser |
| Église Saint-Jean-Baptiste de Montberaud                              | Montberaud                  |                                                                                            | 43° 09′ 23″ nord, 1° 08′ 32″ est |                                       |                       |                                            | Église Saint-Jean-Baptiste de Montberaud                                                                                       |
| Église Saint-Bernard de Montbernard                                   | Montbernard                 |                                                                                            | 43° 18′ 05″ nord, 0° 46′ 21″ est |                                       |                       |                                            | Image manquante Téléverser |
| Église Saint-Martin de Montberon                                      | Montberon                   |                                                                                            | 43° 42′ 59″ nord, 1° 28′ 49″ est |                                       |                       |                                            | Église Saint-Martin de Montberon                                                                                               |
| Église Saint-Jean-Baptiste de Montbrun-Bocage                         | Montbrun-Bocage             |                                                                                            | 43° 07′ 41″ nord, 1° 16′ 06″ est | « PA00094385 »                        | Classé MH             | 1980                                       | Église Saint-Jean-Baptiste de Montbrun-Bocage                                                                                  |
| Église Saint-Michel de Montbrun-Lauragais                             | Montbrun-Lauragais          |                                                                                            | 43° 27′ 24″ nord, 1° 31′ 24″ est |                                       |                       |                                            | Église Saint-Michel de Montbrun-Lauragais                                                                                      |
| Église Saint-Hilaire de Montclar-Lauragais                            | Montclar-Lauragais          |                                                                                            | 43° 21′ 39″ nord, 1° 42′ 59″ est |                                       |                       |                                            | Église Saint-Hilaire de Montclar-Lauragais                                                                                     |
| Église Saint-Hilaire de Montclar-de-Comminges                         | Montclar-de-Comminges       |                                                                                            | 43° 10′ 36″ nord, 1° 01′ 15″ est |                                       |                       |                                            | Image manquante Téléverser |
| Église Saint-Vincent de Mont-de-Galié                                 | Mont-de-Galié               |                                                                                            | 42° 59′ 19″ nord, 0° 38′ 49″ est |                                       |                       |                                            | Église Saint-Vincent de Mont-de-Galié                                                                                          |
| Église Saint-Exupère de Montégut-Bourjac                              | Montégut-Bourjac            |                                                                                            | 43° 16′ 54″ nord, 0° 59′ 19″ est |                                       |                       |                                            | Église Saint-Exupère de Montégut-Bourjac                                                                                       |
| Église Saint-Martin de Montégut-Lauragais                             | Montégut-Lauragais          |                                                                                            | 43° 28′ 43″ nord, 1° 55′ 29″ est |                                       |                       |                                            | Image manquante Téléverser |
| Église Saint-André de Montespan                                       | Montespan                   |                                                                                            | 43° 05′ 13″ nord, 0° 51′ 10″ est |                                       |                       |                                            | Église Saint-André de Montespan                                                                                                |
| Église Saint-Pé de Léoudary                                           | Montespan                   |                                                                                            | à géolocaliser                   |                                       |                       |                                            | Image manquante Téléverser |
| Église Saint-Exupère de Montesquieu-Guittaut                          | Montesquieu-Guittaut        |                                                                                            | 43° 20′ 18″ nord, 0° 46′ 19″ est |                                       |                       |                                            | Image manquante Téléverser |
| Église Saint-Jean-l'Évangéliste de Guittaut                           | Montesquieu-Guittaut        |                                                                                            | 43° 19′ 30″ nord, 0° 46′ 09″ est |                                       |                       |                                            | Image manquante Téléverser |
| Église Saint-Jacques de Montesquieu-Lauragais                         | Montesquieu-Lauragais       |                                                                                            | 43° 25′ 00″ nord, 1° 37′ 44″ est |                                       |                       |                                            | Église Saint-Jacques de Montesquieu-Lauragais                                                                                  |
| Église Saint-Victor de Montesquieu-Volvestre                          | Montesquieu-Volvestre       |                                                                                            | 43° 12′ 31″ nord, 1° 13′ 52″ est | « PA00094391 »                        | Classé MH             | 1983                                       | Église Saint-Victor de Montesquieu-Volvestre                                                                                   |
| Église Saint-Michel de Montgaillard-de-Salies                         | Montgaillard-de-Salies      |                                                                                            | 43° 03′ 41″ nord, 0° 55′ 55″ est |                                       |                       |                                            | Image manquante Téléverser |
| Église Saint-Étienne de Montgaillard-Lauragais                        | Montgaillard-Lauragais      |                                                                                            | 43° 25′ 53″ nord, 1° 41′ 53″ est |                                       |                       |                                            | Église Saint-Étienne de Montgaillard-Lauragais                                                                                 |
| Église Saint-Laurent de Montgaillard-sur-Save                         | Montgaillard-sur-Save       |                                                                                            | 43° 15′ 14″ nord, 0° 43′ 42″ est |                                       |                       |                                            | Image manquante Téléverser |
| Église Sainte-Catherine de Montgazin                                  | Montgazin                   |                                                                                            | 43° 18′ 34″ nord, 1° 18′ 12″ est |                                       |                       |                                            | Église Sainte-Catherine de Montgazin                                                                                           |
| Église Notre-Dame-de-l'Assomption de Montgeard                        | Montgeard                   |                                                                                            | 43° 20′ 21″ nord, 1° 38′ 04″ est | « PA00094393 »                        | Classé MH             | 1980                                       | Église Notre-Dame-de-l'Assomption de Montgeard                                                                                 |
| Église Saint-André de Montgiscard                                     | Montgiscard                 |                                                                                            | 43° 27′ 27″ nord, 1° 34′ 28″ est | « PA00094394 »                        | Inscrit MH            | 1926                                       | Église Saint-André de Montgiscard                                                                                              |
| Église Saint-Barthélemy de Montgras                                   | Montgras                    |                                                                                            | 43° 27′ 12″ nord, 1° 03′ 26″ est |                                       |                       |                                            | Église Saint-Barthélemy de Montgras                                                                                            |
| Église Saint-Sernin de Montjoire                                      | Montjoire                   |                                                                                            | 43° 46′ 15″ nord, 1° 31′ 58″ est |                                       |                       |                                            | Église Saint-Sernin de Montjoire                                                                                               |
| Église Saint-Lautier de Montlaur                                      | Montlaur                    |                                                                                            | 43° 29′ 16″ nord, 1° 34′ 14″ est |                                       |                       |                                            | Église Saint-Lautier de Montlaur                                                                                               |
| Église de l'Assomption de Montmaurin                                  | Montmaurin                  |                                                                                            | 43° 13′ 30″ nord, 0° 38′ 17″ est |                                       |                       |                                            | Image manquante Téléverser |
| Église Sainte-Madeleine de Montoulieu-Saint-Bernard                   | Montoulieu-Saint-Bernard    |                                                                                            | 43° 14′ 00″ nord, 0° 54′ 30″ est |                                       |                       |                                            | Image manquante Téléverser |
| Église Sainte-Anne de Montoussin                                      | Montoussin                  |                                                                                            | 43° 16′ 31″ nord, 1° 00′ 38″ est |                                       |                       |                                            | Église Sainte-Anne de Montoussin                                                                                               |
| Église Saint-Blaise de Montpitol                                      | Montpitol                   |                                                                                            | 43° 42′ 20″ nord, 1° 38′ 58″ est |                                       |                       |                                            | Image manquante Téléverser |
| Église Saint-Martial de Montrabé                                      | Montrabé                    |                                                                                            | 43° 38′ 37″ nord, 1° 31′ 25″ est |                                       |                       |                                            | Église Saint-Martial de Montrabé                                                                                               |
| Église Saint-Jean-Baptiste de Montréjeau                              | Montréjeau                  |                                                                                            | 43° 05′ 09″ nord, 0° 34′ 02″ est |                                       |                       |                                            | Église Saint-Jean-Baptiste de Montréjeau                                                                                       |
| Église Saint-Christophe-des-Templiers de Montsaunès                   | Montsaunès                  |                                                                                            | 43° 06′ 44″ nord, 0° 56′ 15″ est | « PA00094401 »                        | Classé MH             | 1846                                       | Église Saint-Christophe-des-Templiers de Montsaunès                                                                            |
| Église Saint-André de Mourvilles-Basses                               | Mourvilles-Basses           |                                                                                            | 43° 29′ 08″ nord, 1° 42′ 15″ est |                                       |                       |                                            | Image manquante Téléverser |
| Église Sainte-Madeleine de Mourvilles-Hautes                          | Mourvilles-Hautes           |                                                                                            | 43° 25′ 33″ nord, 1° 49′ 04″ est | « PA00094402 »                        | Inscrit MH            | 1972                                       | Église Sainte-Madeleine de Mourvilles-Hautes                                                                                   |
| Église Saint-Julien de Moustajon                                      | Moustajon                   |                                                                                            | 42° 48′ 54″ nord, 0° 35′ 51″ est |                                       |                       |                                            | Église Saint-Julien de Moustajon                                                                                               |
| Église Saint-Jacques de Muret                                         | Muret                       |                                                                                            | 43° 27′ 39″ nord, 1° 19′ 35″ est | « PA00094405 »                        | Inscrit MH            | 2005                                       | Église Saint-Jacques de Muret                                                                                                  |
| Église Saint-Martin d'Ox                                              | Muret                       |                                                                                            | 43° 26′ 31″ nord, 1° 17′ 30″ est |                                       |                       |                                            | Église Saint-Martin d'Ox |
| Église Saint-Cassien d'Estantens                                      | Muret                       |                                                                                            | 43° 24′ 42″ nord, 1° 18′ 34″ est |                                       |                       |                                            | Image manquante Téléverser |
| Église Saint-Jean de Muret                                            | Muret                       |                                                                                            | 43° 27′ 56″ nord, 1° 19′ 48″ est |                                       |                       |                                            | Image manquante Téléverser |
| Église Saint-Martin de Nailloux                                       | Nailloux                    |                                                                                            | 43° 21′ 24″ nord, 1° 37′ 23″ est | « PA00094407 »                        | Inscrit MH            | 1926                                       | Église Saint-Martin de Nailloux                                                                                                |
| Église Saint-Christophe de Nénigan                                    | Nénigan                     |                                                                                            | 43° 21′ 25″ nord, 0° 42′ 08″ est |                                       |                       |                                            | Église Saint-Christophe de Nénigan                                                                                             |
| Église Saints-Pierre-et-Paul de Nizan-Gesse                           | Nizan-Gesse                 |                                                                                            | 43° 14′ 02″ nord, 0° 35′ 51″ est |                                       |                       |                                            | Image manquante Téléverser |
| Église Saint-Martin de Noé                                            | Noé                         |                                                                                            | 43° 21′ 16″ nord, 1° 16′ 33″ est |                                       |                       |                                            | Église Saint-Martin de Noé |
| Église Saint-Étienne de Nogaret                                       | Nogaret                     |                                                                                            | 43° 29′ 36″ nord, 1° 55′ 45″ est |                                       |                       |                                            | Église Saint-Étienne de Nogaret                                                                                                |
| Église Saint-Pierre de Noueilles                                      | Noueilles                   |                                                                                            | 43° 24′ 53″ nord, 1° 31′ 19″ est |                                       |                       |                                            | Église Saint-Pierre de Noueilles                                                                                               |
| Église Notre-Dame d'Odars                                             | Odars                       |                                                                                            | 43° 31′ 26″ nord, 1° 35′ 24″ est |                                       |                       |                                            | Église Notre-Dame d'Odars |
| Église Saint-Jean-Baptiste d'Ondes                                    | Ondes                       |                                                                                            | 43° 46′ 51″ nord, 1° 18′ 32″ est | « PA00094410 »                        | Inscrit MH            | 1984                                       | Église Saint-Jean-Baptiste d'Ondes                                                                                             |
| Église Saint-Jacques d'Oô                                             | Oô                          |                                                                                            | 42° 47′ 54″ nord, 0° 30′ 23″ est |                                       |                       |                                            | Église Saint-Jacques d'Oô |
| Église Saint-Jean-Baptiste d'Ore                                      | Ore                         |                                                                                            | 42° 58′ 31″ nord, 0° 39′ 11″ est |                                       |                       |                                            | Église Saint-Jean-Baptiste d'Ore                                                                                               |
| Église Saint-Pierre de Palaminy                                       | Palaminy                    |                                                                                            | 43° 12′ 15″ nord, 1° 03′ 58″ est | « PA00094413 »                        | Inscrit MH            | 1950                                       | Image manquante Téléverser |
| Église Notre-Dame de Paulhac                                          | Paulhac                     |                                                                                            | 43° 45′ 20″ nord, 1° 33′ 22″ est |                                       |                       |                                            | Église Notre-Dame de Paulhac                                                                                                   |
| Église Saint-Jacques de Payssous                                      | Payssous                    |                                                                                            | 43° 02′ 04″ nord, 0° 42′ 51″ est |                                       |                       |                                            | Église Saint-Jacques de Payssous                                                                                               |
| Église Saint-Martin de Péchabou                                       | Péchabou                    |                                                                                            | 43° 30′ 03″ nord, 1° 30′ 34″ est |                                       |                       |                                            | Église Saint-Martin de Péchabou                                                                                                |
| Église Saint-Jacques de Pechbonnieu                                   | Pechbonnieu                 |                                                                                            | 43° 42′ 10″ nord, 1° 28′ 00″ est | « PA00094416 »                        | Inscrit MH            | 1950                                       | Église Saint-Jacques de Pechbonnieu                                                                                            |
| Église Saint-Jacques de Pechbusque                                    | Pechbusque                  |                                                                                            | 43° 31′ 39″ nord, 1° 27′ 32″ est |                                       |                       |                                            | Église Saint-Jacques de Pechbusque                                                                                             |
| Église de la Nativité-de-la-Sainte-Vierge de Péguilhan                | Péguilhan                   |                                                                                            | 43° 18′ 54″ nord, 0° 42′ 22″ est |                                       |                       |                                            | Église de la Nativité-de-la-Sainte-Vierge de Péguilhan                                                                         |
| Église Sainte-Marguerite de Lunax                                     | Péguilhan                   |                                                                                            | 43° 20′ 21″ nord, 0° 41′ 13″ est |                                       |                       |                                            | Église Sainte-Marguerite de Lunax                                                                                              |
| Église Notre-Dame de Pelleport                                        | Pelleport                   |                                                                                            | 43° 44′ 19″ nord, 1° 07′ 03″ est |                                       |                       |                                            | Église Notre-Dame de Pelleport                                                                                                 |
| Église Notre-Dame de Peyrissas                                        | Peyrissas                   |                                                                                            | 43° 17′ 07″ nord, 0° 54′ 39″ est | « PA00094417 »                        | Inscrit MH            | 1928                                       | Image manquante Téléverser |
| Église Saint-Exupère de Peyrouzet                                     | Peyrouzet                   |                                                                                            | 43° 12′ 07″ nord, 0° 49′ 53″ est |                                       |                       |                                            | Église Saint-Exupère de Peyrouzet                                                                                              |
| Église Saint-Barthélemy de Peyssies                                   | Peyssies                    |                                                                                            | 43° 19′ 18″ nord, 1° 10′ 38″ est |                                       |                       |                                            | Église Saint-Barthélemy de Peyssies                                                                                            |
| Basilique Sainte Germaine de Pibrac                                   | Pibrac                      |                                                                                            | 43° 37′ 06″ nord, 1° 16′ 58″ est |                                       |                       |                                            | Basilique Sainte Germaine de Pibrac                                                                                            |
| Église Sainte-Marie-Madeleine de Pibrac                               | Pibrac                      |                                                                                            | 43° 37′ 10″ nord, 1° 17′ 08″ est | « PA00094419 »                        | Inscrit MH            | 1946                                       | Église Sainte-Marie-Madeleine de Pibrac                                                                                        |
| Église Saint-Pierre de Pin-Balma                                      | Pin-Balma                   |                                                                                            | 43° 37′ 42″ nord, 1° 32′ 00″ est |                                       |                       |                                            | Église Saint-Pierre de Pin-Balma                                                                                               |
| Église Sainte-Marie-Magdeleine du Pin-Murelet                         | Le Pin-Murelet              |                                                                                            | 43° 24′ 02″ nord, 1° 00′ 53″ est |                                       |                       |                                            | Image manquante Téléverser |
| Église Saint-Pierre de Pinsaguel                                      | Pinsaguel                   |                                                                                            | 43° 30′ 36″ nord, 1° 23′ 16″ est |                                       |                       |                                            | Église Saint-Pierre de Pinsaguel                                                                                               |
| Église Sainte-Barbe de Pins-Justaret                                  | Pins-Justaret               |                                                                                            | 43° 28′ 44″ nord, 1° 23′ 04″ est |                                       |                       |                                            | Église Sainte-Barbe de Pins-Justaret                                                                                           |
| Église Notre-Dame-de-la-Nativité de Plagne                            | Plagne                      |                                                                                            | 43° 09′ 28″ nord, 1° 03′ 38″ est |                                       |                       |                                            | Image manquante Téléverser |
| Église de la Nativité-de-la-Sainte-Vierge de Plagnole                 | Plagnole                    |                                                                                            | 43° 24′ 47″ nord, 1° 03′ 18″ est |                                       |                       |                                            | Église de la Nativité-de-la-Sainte-Vierge de Plagnole                                                                          |
| Église Saint-Barthélémy de Plaisance-du-Touch                         | Plaisance-du-Touch          |                                                                                            | 43° 33′ 56″ nord, 1° 17′ 44″ est | « PA00094421 »                        | Inscrit MH            | 1926                                       | Église Saint-Barthélémy de Plaisance-du-Touch                                                                                  |
| Église Saint-Pierre-ès-Liens de Pointis-de-Rivière                    | Pointis-de-Rivière          |                                                                                            | 43° 05′ 14″ nord, 0° 37′ 00″ est |                                       |                       |                                            | Église Saint-Pierre-ès-Liens de Pointis-de-Rivière                                                                             |
| Église Saint-Sernin de Pointis-Inard                                  | Pointis-Inard               |                                                                                            | 43° 05′ 09″ nord, 0° 48′ 46″ est | « PA00094424 »                        | Inscrit MH            | 1979                                       | Église Saint-Sernin de Pointis-Inard                                                                                           |
| Église Saint-Exupère de Polastron                                     | Polastron                   |                                                                                            | 43° 19′ 35″ nord, 0° 57′ 32″ est |                                       |                       |                                            | Église Saint-Exupère de Polastron                                                                                              |
| Église Saint-André de Pompertuzat                                     | Pompertuzat                 |                                                                                            | 43° 29′ 17″ nord, 1° 30′ 45″ est | « PA00094425 »                        | Inscrit MH            | 1973                                       | Église Saint-André de Pompertuzat                                                                                              |
| Église Saint-Jean de Ponlat                                           | Ponlat-Taillebourg          |                                                                                            | 43° 06′ 37″ nord, 0° 36′ 00″ est |                                       |                       |                                            | Église Saint-Jean de Ponlat |
| Église de Taillebourg                                                 | Ponlat-Taillebourg          |                                                                                            | 43° 05′ 37″ nord, 0° 36′ 51″ est |                                       |                       |                                            | Église de Taillebourg |
| Église Saint-Roch de Portet-d'Aspet                                   | Portet-d'Aspet              |                                                                                            | 42° 56′ 24″ nord, 0° 51′ 56″ est |                                       |                       |                                            | Église Saint-Roch de Portet-d'Aspet                                                                                            |
| Église Saint-Genest de Portet-de-Luchon                               | Portet-de-Luchon            |                                                                                            | 42° 48′ 50″ nord, 0° 29′ 14″ est |                                       |                       |                                            | Église Saint-Genest de Portet-de-Luchon                                                                                        |
| Église Saint-Martin de Portet-sur-Garonne                             | Portet-sur-Garonne          |                                                                                            | 43° 31′ 20″ nord, 1° 24′ 25″ est | « PA00094428 »                        | Inscrit MH            | 1953                                       | Église Saint-Martin de Portet-sur-Garonne                                                                                      |
| Église Saint-Simplice de Poubeau                                      | Poubeau                     |                                                                                            | 42° 48′ 45″ nord, 0° 29′ 53″ est |                                       |                       |                                            | Église Saint-Simplice de Poubeau                                                                                               |
| Église Saint-Martin de Poucharramet                                   | Poucharramet                |                                                                                            | 43° 24′ 59″ nord, 1° 10′ 28″ est | « PA00094430 »                        | Classé MH             | 1906                                       | Église Saint-Martin de Poucharramet                                                                                            |
| Église Saint-Pierre-ès-Liens de Pouy-de-Touges                        | Pouy-de-Touges              |                                                                                            | 43° 20′ 32″ nord, 1° 02′ 07″ est |                                       |                       |                                            | Église Saint-Pierre-ès-Liens de Pouy-de-Touges                                                                                 |
| Église Saint-Étienne de Pouze                                         | Pouze                       |                                                                                            | 43° 26′ 01″ nord, 1° 31′ 38″ est |                                       |                       |                                            | Église Saint-Étienne de Pouze                                                                                                  |
| Église Saint-Antoine de Préserville                                   | Préserville                 |                                                                                            | 43° 31′ 23″ nord, 1° 37′ 32″ est |                                       |                       |                                            | Église Saint-Antoine de Préserville                                                                                            |
| Église Sainte-Catherine de Proupiary                                  | Proupiary                   |                                                                                            | 43° 09′ 36″ nord, 0° 51′ 45″ est |                                       |                       |                                            | Image manquante Téléverser |
| Église Saint-Martin de Prunet                                         | Prunet                      |                                                                                            | 43° 34′ 09″ nord, 1° 43′ 52″ est |                                       |                       |                                            | Église Saint-Martin de Prunet                                                                                                  |
| Église Saint-Jean-et-Saint-Blaise de Puydaniel                        | Puydaniel                   |                                                                                            | 43° 20′ 14″ nord, 1° 25′ 57″ est | « PA00094432 »                        | Inscrit MH            | 1971                                       | Église Saint-Jean-et-Saint-Blaise de Puydaniel                                                                                 |
| Église Saint-Pierre-des-Liens de Puymaurin                            | Puymaurin                   |                                                                                            | 43° 22′ 23″ nord, 0° 45′ 51″ est |                                       |                       |                                            | Image manquante Téléverser |
| Église Notre-Dame de Puysségur                                        | Puysségur                   |                                                                                            | 43° 44′ 54″ nord, 1° 03′ 46″ est |                                       |                       |                                            | Image manquante Téléverser |
| Église Saint-Pierre de Quint-Fonsegrives                              | Quint-Fonsegrives           |                                                                                            | 43° 34′ 41″ nord, 1° 33′ 16″ est |                                       |                       |                                            | Église Saint-Pierre de Quint-Fonsegrives                                                                                       |
| Église Notre-Dame-de-l'Annonciation de Fonsegrives                    | Quint-Fonsegrives           |                                                                                            | 43° 35′ 09″ nord, 1° 31′ 37″ est |                                       |                       |                                            | Image manquante Téléverser |
| Église Saint-Agne de Ramonville-Saint-Agne                            | Ramonville-Saint-Agne       |                                                                                            | 43° 32′ 58″ nord, 1° 27′ 59″ est |                                       |                       |                                            | Image manquante Téléverser |
| Église Saint-Jean de Ramonville-Saint-Agne                            | Ramonville-Saint-Agne       |                                                                                            | 43° 32′ 53″ nord, 1° 28′ 40″ est |                                       |                       |                                            | Image manquante Téléverser |
| Église Saint-Michel de Razecueillé                                    | Razecueillé                 |                                                                                            | 42° 58′ 03″ nord, 0° 47′ 53″ est |                                       |                       |                                            | Image manquante Téléverser |
| Église Saint-Lizier de Rebigue                                        | Rebigue                     |                                                                                            | 43° 29′ 23″ nord, 1° 28′ 50″ est |                                       |                       |                                            | Église Saint-Lizier de Rebigue                                                                                                 |
| Église Saint-Jean-Baptiste de Régades                                 | Régades                     |                                                                                            | 43° 03′ 03″ nord, 0° 43′ 17″ est |                                       |                       |                                            | Église Saint-Jean-Baptiste de Régades                                                                                          |
| Église Saint-Jacques de Renneville                                    | Renneville                  |                                                                                            | 43° 22′ 52″ nord, 1° 43′ 26″ est |                                       |                       |                                            | Église Saint-Jacques de Renneville                                                                                             |
| Église Notre-Dame-des-Grâces de Revel                                 | Revel                       |                                                                                            | 43° 27′ 24″ nord, 2° 00′ 15″ est |                                       |                       |                                            | Église Notre-Dame-des-Grâces de Revel                                                                                          |
| Église Saint-André de Couffinal                                       | Revel                       |                                                                                            | 43° 29′ 29″ nord, 2° 01′ 10″ est |                                       |                       |                                            | Image manquante Téléverser |
| Église Saint-Saturnin de Dreuilhe                                     | Revel                       |                                                                                            | 43° 26′ 10″ nord, 1° 58′ 04″ est |                                       |                       |                                            | Église Saint-Saturnin de Dreuilhe                                                                                              |
| Église Notre-Dame de Rieucazé                                         | Rieucazé                    |                                                                                            | 43° 04′ 36″ nord, 0° 45′ 29″ est |                                       |                       |                                            | Église Notre-Dame de Rieucazé                                                                                                  |
| Église Saint-Jean-Baptiste de Rieumajou                               | Rieumajou                   |                                                                                            | 43° 24′ 55″ nord, 1° 47′ 19″ est |                                       |                       |                                            | Église Saint-Jean-Baptiste de Rieumajou                                                                                        |
| Église Saint-Gilles de Rieumes                                        | Rieumes                     |                                                                                            | 43° 24′ 47″ nord, 1° 07′ 07″ est |                                       |                       |                                            | Église Saint-Gilles de Rieumes                                                                                                 |
| Église de la Nativité-de-Marie de Rieux                               | Rieux-Volvestre             |                                                                                            | 43° 15′ 30″ nord, 1° 12′ 12″ est | « PA00094436 »                        | Classé MH             | 1923                                       | Église de la Nativité-de-Marie de Rieux                                                                                        |
| Église Saint-Mathieu de Riolas                                        | Riolas                      |                                                                                            | 43° 20′ 56″ nord, 0° 54′ 58″ est |                                       |                       |                                            | Église Saint-Mathieu de Riolas                                                                                                 |
| Église Saint-Martin de Roquefort-sur-Garonne                          | Roquefort-sur-Garonne       |                                                                                            | 43° 09′ 45″ nord, 0° 58′ 35″ est |                                       |                       |                                            | Église Saint-Martin de Roquefort-sur-Garonne                                                                                   |
| Église Saint-Martin de Roques                                         | Roques                      |                                                                                            | 43° 30′ 34″ nord, 1° 22′ 34″ est |                                       |                       |                                            | Église Saint-Martin de Roques                                                                                                  |
| Église Saint-Pierre de Roquesérière                                   | Roquesérière                |                                                                                            | 43° 44′ 01″ nord, 1° 38′ 17″ est |                                       |                       |                                            | Image manquante Téléverser |
| Église Saint-Bruno de Roquettes                                       | Roquettes                   |                                                                                            | 43° 29′ 56″ nord, 1° 21′ 56″ est |                                       |                       |                                            | Église Saint-Bruno de Roquettes                                                                                                |
| Église Sainte-Colombe de Rouède                                       | Rouède                      |                                                                                            | 43° 03′ 09″ nord, 0° 52′ 56″ est |                                       |                       |                                            | Église Sainte-Colombe de Rouède                                                                                                |
| Église Saint-Laurent de Rouffiac-Tolosan                              | Rouffiac-Tolosan            |                                                                                            | 43° 39′ 57″ nord, 1° 31′ 28″ est |                                       |                       |                                            | Image manquante Téléverser |
| Église Saint-Jean-Baptiste de Roumens                                 | Roumens                     |                                                                                            | 43° 27′ 48″ nord, 1° 55′ 42″ est |                                       |                       |                                            | Église Saint-Jean-Baptiste de Roumens                                                                                          |
| Église Saint-Germain de Sabonnères                                    | Sabonnères                  |                                                                                            | 43° 28′ 00″ nord, 1° 03′ 48″ est | « PA00094442 »                        | Inscrit MH            | 1976                                       | Église Saint-Germain de Sabonnères                                                                                             |
| Église Saint-Barthélemy de Saccourvielle                              | Saccourvielle               |                                                                                            | 42° 48′ 56″ nord, 0° 33′ 45″ est | « PA00094444 »                        | Classé MH             | 1944                                       | Église Saint-Barthélemy de Saccourvielle                                                                                       |
| Église Sainte-Marie-Magdeleine de Saiguède                            | Saiguède                    |                                                                                            | 43° 31′ 45″ nord, 1° 08′ 40″ est |                                       |                       |                                            | Église Sainte-Marie-Magdeleine de Saiguède                                                                                     |
| Église Saint-Alban de Saint-Alban                                     | Saint-Alban                 |                                                                                            | 43° 41′ 29″ nord, 1° 24′ 49″ est |                                       |                       |                                            | Image manquante Téléverser |
| Église Saint-André de Saint-André                                     | Saint-André                 |                                                                                            | 43° 16′ 23″ nord, 0° 51′ 04″ est |                                       |                       |                                            | Image manquante Téléverser |
| Église Saint-Germier de Saint-Araille                                 | Saint-Araille               |                                                                                            | 43° 21′ 30″ nord, 0° 59′ 31″ est |                                       |                       |                                            | Église Saint-Germier de Saint-Araille                                                                                          |
| Église Saint-Aventin-de-Larboust de Saint-Aventin                     | Saint-Aventin               |                                                                                            | 42° 48′ 24″ nord, 0° 32′ 53″ est | « PA00094445 »                        | Classé MH             | 1840                                       | Église Saint-Aventin-de-Larboust de Saint-Aventin                                                                              |
| Église Saint-Benoît-et-Saint-Privat de Saint-Béat                     | Saint-Béat-Lez              |                                                                                            | 42° 54′ 56″ nord, 0° 41′ 34″ est | « PA00094446 »                        | Classé MH             | 1994                                       | Église Saint-Benoît-et-Saint-Privat de Saint-Béat                                                                              |
| Église de l'Assomption de Lez                                         | Saint-Béat-Lez              |                                                                                            | 42° 54′ 31″ nord, 0° 42′ 03″ est |                                       |                       |                                            | Église de l'Assomption de Lez                                                                                                  |
| Église Notre-Dame de Saint-Bertrand-de-Comminges                      | Saint-Bertrand-de-Comminges |                                                                                            | 43° 01′ 36″ nord, 0° 34′ 16″ est | « PA00094447 »                        | Classé MH             | 1840                                       | Église Notre-Dame de Saint-Bertrand-de-Comminges                                                                               |
| Église Saint-Orens de Saint-Cézert                                    | Saint-Cézert                |                                                                                            | 43° 46′ 55″ nord, 1° 11′ 45″ est |                                       |                       |                                            | Église Saint-Orens de Saint-Cézert                                                                                             |
| Église Saint-Christophe de Saint-Christaud                            | Saint-Christaud             |                                                                                            | 43° 11′ 20″ nord, 1° 07′ 40″ est |                                       |                       |                                            | Image manquante Téléverser |
| Église Saint-Clair de Saint-Clar-de-Rivière                           | Saint-Clar-de-Rivière       |                                                                                            | 43° 27′ 54″ nord, 1° 13′ 04″ est |                                       |                       |                                            | Église Saint-Clair de Saint-Clar-de-Rivière                                                                                    |
| Église Sainte-Foy de Sainte-Foy-d'Aigrefeuille                        | Sainte-Foy-d'Aigrefeuille   |                                                                                            | 43° 32′ 34″ nord, 1° 36′ 38″ est |                                       |                       |                                            | Église Sainte-Foy de Sainte-Foy-d'Aigrefeuille                                                                                 |
| Église Sainte-Foy de Sainte-Foy-de-Peyrolières                        | Sainte-Foy-de-Peyrolières   |                                                                                            | 43° 29′ 34″ nord, 1° 08′ 43″ est |                                       |                       |                                            | Église Sainte-Foy de Sainte-Foy-de-Peyrolières                                                                                 |
| Église Sainte-Anne de La Salvetat-de-Sainte-Foy                       | Sainte-Foy-de-Peyrolières   |                                                                                            | 43° 28′ 20″ nord, 1° 06′ 12″ est |                                       |                       |                                            | Église Sainte-Anne de La Salvetat-de-Sainte-Foy                                                                                |
| Église Saint-Vital de Sainte-Livrade                                  | Sainte-Livrade              |                                                                                            | 43° 39′ 01″ nord, 1° 06′ 18″ est |                                       |                       |                                            | Église Saint-Vital de Sainte-Livrade                                                                                           |
| Église Saint-Félix de Saint-Élix-le-Château                           | Saint-Élix-le-Château       |                                                                                            | 43° 16′ 46″ nord, 1° 08′ 25″ est |                                       |                       |                                            | Église Saint-Félix de Saint-Élix-le-Château                                                                                    |
| Église Saint-Félix de Saint-Élix-Séglan                               | Saint-Élix-Séglan           |                                                                                            | 43° 11′ 44″ nord, 0° 51′ 10″ est |                                       |                       |                                            | Image manquante Téléverser |
| Église Saint-Félix de Saint-Félix-Lauragais                           | Saint-Félix-Lauragais       |                                                                                            | 43° 26′ 56″ nord, 1° 53′ 11″ est | « PA00094455 »                        | Classé MH             | 1920                                       | Église Saint-Félix de Saint-Félix-Lauragais                                                                                    |
| Église Saint-Ferréol de Saint-Ferréol-de-Comminges                    | Saint-Ferréol-de-Comminges  |                                                                                            | 43° 20′ 13″ nord, 0° 44′ 20″ est |                                       |                       |                                            | Image manquante Téléverser |
| Église Saint-Frajou de Saint-Frajou                                   | Saint-Frajou                |                                                                                            | 43° 19′ 59″ nord, 0° 51′ 01″ est |                                       |                       |                                            | Église Saint-Frajou de Saint-Frajou                                                                                            |
| Église collégiale Saint-Pierre et Saint-Gaudens de Saint-Gaudens      | Saint-Gaudens               |                                                                                            | 43° 06′ 28″ nord, 0° 43′ 27″ est | « PA00094461 »                        | Classé MH             | 1840                                       | Église collégiale Saint-Pierre et Saint-Gaudens de Saint-Gaudens                                                               |
| Église Saint-Génies de Saint-Geniès-Bellevue                          | Saint-Geniès-Bellevue       |                                                                                            | 43° 40′ 58″ nord, 1° 29′ 06″ est |                                       |                       |                                            | Image manquante Téléverser |
| Église Saint-Germier de Saint-Germier                                 | Saint-Germier               |                                                                                            | 43° 28′ 12″ nord, 1° 43′ 55″ est |                                       |                       |                                            | Image manquante Téléverser |
| Église Saint-Hilaire de Saint-Hilaire                                 | Saint-Hilaire               |                                                                                            | 43° 25′ 20″ nord, 1° 16′ 41″ est |                                       |                       |                                            | Église Saint-Hilaire de Saint-Hilaire                                                                                          |
| Église Saint-Ignace de Saint-Ignan                                    | Saint-Ignan                 |                                                                                            | 43° 09′ 33″ nord, 0° 41′ 34″ est |                                       |                       |                                            | Église Saint-Ignace de Saint-Ignan                                                                                             |
| Église Saint-Jean de Saint-Jean                                       | Saint-Jean                  |                                                                                            | 43° 40′ 02″ nord, 1° 30′ 11″ est |                                       |                       |                                            | Église Saint-Jean de Saint-Jean                                                                                                |
| Église Saint-Jean-Baptiste de Saint-Jean-Lherm                        | Saint-Jean-Lherm            |                                                                                            | 43° 42′ 13″ nord, 1° 36′ 34″ est |                                       |                       |                                            | Église Saint-Jean-Baptiste de Saint-Jean-Lherm                                                                                 |
| Église Saint-Georges de Saint-Jory                                    | Saint-Jory                  |                                                                                            | 43° 44′ 35″ nord, 1° 22′ 15″ est |                                       |                       |                                            | Église Saint-Georges de Saint-Jory                                                                                             |
| Église Sainte-Agathe-et-Saint-Julien de Saint-Julia                   | Saint-Julia                 |                                                                                            | 43° 29′ 23″ nord, 1° 53′ 52″ est | « PA00094464 »                        | Inscrit MH            | 2009                                       | Église Sainte-Agathe-et-Saint-Julien de Saint-Julia                                                                            |
| Église Saint-Julien de Saint-Julien-sur-Garonne                       | Saint-Julien-sur-Garonne    |                                                                                            | 43° 14′ 35″ nord, 1° 09′ 06″ est |                                       |                       |                                            | Église Saint-Julien de Saint-Julien-sur-Garonne                                                                                |
| Église Saint-Hilaire de Saint-Lary-Boujean                            | Saint-Lary-Boujean          |                                                                                            | 43° 13′ 43″ nord, 0° 44′ 10″ est |                                       |                       |                                            | Image manquante Téléverser |
| Église Saint-Laurent de Saint-Laurent                                 | Saint-Laurent               |                                                                                            | 43° 19′ 30″ nord, 0° 48′ 02″ est | « PA31000052 »                        | Inscrit MH            | 2001                                       | Église Saint-Laurent de Saint-Laurent                                                                                          |
| Église Saint-Étienne de Caussidières                                  | Saint-Léon                  |                                                                                            | 43° 23′ 02″ nord, 1° 34′ 05″ est |                                       |                       |                                            | Image manquante Téléverser |
| Église Saint-Léger de Saint-Léon                                      | Saint-Léon                  |                                                                                            | 43° 24′ 01″ nord, 1° 33′ 39″ est |                                       |                       |                                            | Image manquante Téléverser |
| Église Saint-Loup de Saint-Loup-Cammas                                | Saint-Loup-Cammas           |                                                                                            | 43° 41′ 47″ nord, 1° 28′ 44″ est |                                       |                       |                                            | Image manquante Téléverser |
| Église Saint-Loup de Saint-Loup-en-Comminges                          | Saint-Loup-en-Comminges     |                                                                                            | 43° 14′ 44″ nord, 0° 35′ 07″ est |                                       |                       |                                            | Image manquante Téléverser |
| Église Saint-Julien de Saint-Lys                                      | Saint-Lys                   |                                                                                            | 43° 30′ 52″ nord, 1° 10′ 40″ est |                                       |                       |                                            | Église Saint-Julien de Saint-Lys                                                                                               |
| Église Saint-Mamés de Saint-Mamet                                     | Saint-Mamet                 |                                                                                            | 42° 46′ 58″ nord, 0° 36′ 16″ est |                                       |                       |                                            | Église Saint-Mamés de Saint-Mamet                                                                                              |
| Église Saint-Pierre de Saint-Marcel-Paulel                            | Saint-Marcel-Paulel         |                                                                                            | 43° 39′ 44″ nord, 1° 36′ 15″ est | « PA31000093 »                        | Inscrit MH            | 2014                                       | Église Saint-Pierre de Saint-Marcel-Paulel                                                                                     |
| Église Saint-Marcet de Saint-Marcet                                   | Saint-Marcet                |                                                                                            | 43° 11′ 51″ nord, 0° 44′ 21″ est |                                       |                       |                                            | Image manquante Téléverser |
| Église Notre-Dame-de-l'Assomption de Saint-Martory                    | Saint-Martory               |                                                                                            | 43° 08′ 35″ nord, 0° 55′ 57″ est |                                       |                       |                                            | Église Notre-Dame-de-l'Assomption de Saint-Martory                                                                             |
| Église Saint-Laurent de Saint-Médard                                  | Saint-Médard                |                                                                                            | 43° 07′ 39″ nord, 0° 50′ 12″ est |                                       |                       |                                            | Image manquante Téléverser |
| Église Saint-Michel de Saint-Michel                                   | Saint-Michel                |                                                                                            | 43° 10′ 02″ nord, 1° 05′ 04″ est |                                       |                       |                                            | Image manquante Téléverser |
| Église Saint-Orens de Saint-Orens-de-Gameville                        | Saint-Orens-de-Gameville    |                                                                                            | 43° 33′ 13″ nord, 1° 32′ 37″ est |                                       |                       |                                            | Église Saint-Orens de Saint-Orens-de-Gameville                                                                                 |
| Église Saint-Gordien de Saint-Paul-d'Oueil                            | Saint-Paul-d'Oueil          |                                                                                            | 42° 49′ 47″ nord, 0° 33′ 02″ est |                                       |                       |                                            | Église Saint-Gordien de Saint-Paul-d'Oueil                                                                                     |
| Église Saint-Paul de Saint-Paul-sur-Save                              | Saint-Paul-sur-Save         |                                                                                            | 43° 41′ 46″ nord, 1° 13′ 27″ est |                                       |                       |                                            | Église Saint-Paul de Saint-Paul-sur-Save                                                                                       |
| Église Saint-Pierre de Saint-Pé-d'Ardet                               | Saint-Pé-d'Ardet            |                                                                                            | 42° 59′ 01″ nord, 0° 40′ 10″ est | « PA00094473 »                        | Inscrit MH            | 1956                                       | Église Saint-Pierre de Saint-Pé-d'Ardet                                                                                        |
| Église Saint-Pierre de Saint-Pé-Delbosc                               | Saint-Pé-Delbosc            |                                                                                            | 43° 16′ 10″ nord, 0° 41′ 39″ est |                                       |                       |                                            | Image manquante Téléverser |
| Église Saint-Martin de Saint-Pierre                                   | Saint-Pierre                |                                                                                            | 43° 37′ 53″ nord, 1° 38′ 55″ est |                                       |                       |                                            | Église Saint-Martin de Saint-Pierre                                                                                            |
| Église Saint-Barthélémy de Saint-Pierre-de-Lages                      | Saint-Pierre-de-Lages       |                                                                                            | 43° 33′ 58″ nord, 1° 37′ 40″ est |                                       |                       |                                            | Église Saint-Barthélémy de Saint-Pierre-de-Lages                                                                               |
| Église Saint-Pancrace de Saint-Plancard                               | Saint-Plancard              |                                                                                            | 43° 10′ 18″ nord, 0° 34′ 35″ est |                                       |                       |                                            | Église Saint-Pancrace de Saint-Plancard                                                                                        |
| Église Saint-Romain de Saint-Rome                                     | Saint-Rome                  |                                                                                            | 43° 24′ 50″ nord, 1° 40′ 33″ est |                                       |                       |                                            | Église Saint-Romain de Saint-Rome                                                                                              |
| Église Sainte-Rustice de Saint-Rustice                                | Saint-Rustice               |                                                                                            | 43° 48′ 19″ nord, 1° 19′ 42″ est | « PA00094475 »                        | Inscrit MH            | 1952                                       | Église Sainte-Rustice de Saint-Rustice                                                                                         |
| Église Saint-Sauveur de Saint-Sauveur                                 | Saint-Sauveur               |                                                                                            | 43° 45′ 00″ nord, 1° 24′ 04″ est | « PA00094476 »                        | Inscrit MH            | 1979                                       | Église Saint-Sauveur de Saint-Sauveur                                                                                          |
| Église Saint-Sulpice de Saint-Sulpice-sur-Lèze                        | Saint-Sulpice-sur-Lèze      |                                                                                            | 43° 19′ 41″ nord, 1° 19′ 13″ est | « PA00094478 »                        | Classé MH             | 1974                                       | Église Saint-Sulpice de Saint-Sulpice-sur-Lèze                                                                                 |
| Église Saint-Barthélemy de Saint-Thomas                               | Saint-Thomas                |                                                                                            | 43° 30′ 51″ nord, 1° 04′ 53″ est |                                       |                       |                                            | Église Saint-Barthélemy de Saint-Thomas                                                                                        |
| Église Saint-Vincent de Saint-Vincent                                 | Saint-Vincent               |                                                                                            | 43° 26′ 17″ nord, 1° 45′ 20″ est |                                       |                       |                                            | Église Saint-Vincent de Saint-Vincent                                                                                          |
| Église Saint-Martin de Sajas                                          | Sajas                       |                                                                                            | 43° 22′ 36″ nord, 1° 01′ 10″ est | « PA00094481 »                        | Inscrit MH            | 1953                                       | Église Saint-Martin de Sajas                                                                                                   |
| Église Saint-Pé de Saleich                                            | Saleich                     |                                                                                            | 43° 01′ 50″ nord, 0° 58′ 01″ est | « PA00094482 »                        | Inscrit MH            | 1926                                       | Image manquante Téléverser |
| Église de l'Assomption de Salerm                                      | Salerm                      |                                                                                            | 43° 18′ 21″ nord, 0° 49′ 19″ est |                                       |                       |                                            | Image manquante Téléverser |
| Église Notre-Dame-de-la-Pitié de Salies-du-Salat                      | Salies-du-Salat             |                                                                                            | 43° 06′ 20″ nord, 0° 57′ 39″ est | « PA00094483 »                        | Inscrit MH            | 1925                                       | Église Notre-Dame-de-la-Pitié de Salies-du-Salat                                                                               |
| Église du Sacré-Cœur de Salies-du-Salat                               | Salies-du-Salat             |                                                                                            | 43° 06′ 05″ nord, 0° 57′ 34″ est |                                       |                       |                                            | Image manquante Téléverser |
| Église Saint-Lizier de Salles-et-Pratviel                             | Salles-et-Pratviel          |                                                                                            | 42° 49′ 50″ nord, 0° 36′ 20″ est |                                       |                       |                                            | Église Saint-Lizier de Salles-et-Pratviel                                                                                      |
| Église Saint-Pierre de Salles-sur-Garonne                             | Salles-sur-Garonne          |                                                                                            | 43° 16′ 34″ nord, 1° 10′ 35″ est |                                       |                       |                                            | Église Saint-Pierre de Salles-sur-Garonne                                                                                      |
| Église Saint-Éloi de La Salvetat-Lauragais                            | La Salvetat-Lauragais       |                                                                                            | 43° 32′ 27″ nord, 1° 47′ 47″ est |                                       |                       |                                            | Église Saint-Éloi de La Salvetat-Lauragais                                                                                     |
| Église Saint-Gilles de La Salvetat-Saint-Gilles                       | La Salvetat-Saint-Gilles    |                                                                                            | 43° 34′ 37″ nord, 1° 16′ 19″ est |                                       |                       |                                            | Église Saint-Gilles de La Salvetat-Saint-Gilles                                                                                |
| Église Saint-Fabien-et-Saint-Sébastien de Saman                       | Saman                       |                                                                                            | 43° 14′ 11″ nord, 0° 43′ 08″ est |                                       |                       |                                            | Image manquante Téléverser |
| Église Saint-Martin de Samouillan                                     | Samouillan                  |                                                                                            | 43° 15′ 45″ nord, 0° 56′ 57″ est | « PA00094484 »                        | Inscrit MH            | 1952                                       | Église Saint-Martin de Samouillan                                                                                              |
| Église Saint-Exupère de Sana                                          | Sana                        |                                                                                            | 43° 13′ 39″ nord, 1° 00′ 44″ est |                                       |                       |                                            | Église Saint-Exupère de Sana                                                                                                   |
| Église Saint-Georges de Sarrecave                                     | Sarrecave                   |                                                                                            | 43° 12′ 54″ nord, 0° 35′ 40″ est |                                       |                       |                                            | Église Saint-Georges de Sarrecave                                                                                              |
| Église Saint-Julien de Sarremezan                                     | Sarremezan                  |                                                                                            | 43° 12′ 29″ nord, 0° 40′ 02″ est |                                       |                       |                                            | Image manquante Téléverser |
| Église Notre-Dame de Saubens                                          | Saubens                     |                                                                                            | 43° 28′ 44″ nord, 1° 20′ 52″ est | « PA00094486 »                        | Inscrit MH            | 1991                                       | Église Notre-Dame de Saubens                                                                                                   |
| Église Notre-Dame de Saussens                                         | Saussens                    |                                                                                            | 43° 35′ 21″ nord, 1° 43′ 18″ est |                                       |                       |                                            | Église Notre-Dame de Saussens                                                                                                  |
| Église Saint-Barthélemy de Barry                                      | Sauveterre-de-Comminges     |                                                                                            | 43° 02′ 13″ nord, 0° 40′ 30″ est |                                       |                       |                                            | Image manquante Téléverser |
| Église Sainte-Marie-Madeleine de Lôo                                  | Sauveterre-de-Comminges     |                                                                                            | 43° 03′ 11″ nord, 0° 41′ 02″ est |                                       |                       |                                            | Image manquante Téléverser |
| Église Saint-Pierre-Saint-Paul de Boucou                              | Sauveterre-de-Comminges     |                                                                                            | 43° 01′ 26″ nord, 0° 40′ 01″ est |                                       |                       |                                            | Image manquante Téléverser |
| Église de Bruncan                                                     | Sauveterre-de-Comminges     |                                                                                            | 43° 01′ 55″ nord, 0° 40′ 11″ est |                                       |                       |                                            | Église de Bruncan |
| Église Saint-Blaise de Saux-et-Pomarède                               | Saux-et-Pomarède            |                                                                                            | 43° 09′ 10″ nord, 0° 42′ 55″ est |                                       |                       |                                            | Image manquante Téléverser |
| Église Saint-Bernard de Savarthès                                     | Savarthès                   |                                                                                            | 43° 07′ 14″ nord, 0° 48′ 20″ est |                                       |                       |                                            | Image manquante Téléverser |
| Église Saint-Barthélemy de Savères                                    | Savères                     |                                                                                            | 43° 22′ 13″ nord, 1° 06′ 18″ est | « PA00094488 »                        | Inscrit MH            | 1979                                       | Église Saint-Barthélemy de Savères                                                                                             |
| Église Saint-Michel de Sédeilhac                                      | Sédeilhac                   |                                                                                            | 43° 09′ 10″ nord, 0° 33′ 25″ est |                                       |                       |                                            | Église Saint-Michel de Sédeilhac                                                                                               |
| Église Notre-Dame de Ségreville                                       | Ségreville                  |                                                                                            | 43° 29′ 26″ nord, 1° 44′ 33″ est |                                       |                       |                                            | Église Notre-Dame de Ségreville                                                                                                |
| Église Sainte-Blandine de Seilh                                       | Seilh                       |                                                                                            | 43° 41′ 43″ nord, 1° 21′ 12″ est |                                       |                       |                                            | Église Sainte-Blandine de Seilh                                                                                                |
| Église Saint-Bertrand de Seilhan                                      | Seilhan                     |                                                                                            | 43° 03′ 05″ nord, 0° 34′ 26″ est |                                       |                       |                                            | Église Saint-Bertrand de Seilhan                                                                                               |
| Église Sainte-Croix de Sénarens                                       | Sénarens                    |                                                                                            | 43° 21′ 01″ nord, 0° 58′ 41″ est |                                       |                       |                                            | Église Sainte-Croix de Sénarens                                                                                                |
| Église Saint-Michel de Sengouagnet                                    | Sengouagnet                 |                                                                                            | 42° 59′ 12″ nord, 0° 47′ 22″ est |                                       |                       |                                            | Image manquante Téléverser |
| Église Notre-Dame de Sepx                                             | Sepx                        |                                                                                            | 43° 09′ 20″ nord, 0° 50′ 27″ est | « PA00094491 »                        | Inscrit MH            | 1966                                       | Église Notre-Dame de Sepx |
| Église Saint-Christophe de Seyre                                      | Seyre                       |                                                                                            | 43° 21′ 49″ nord, 1° 40′ 14″ est |                                       |                       |                                            | Église Saint-Christophe de Seyre                                                                                               |
| Église Saint-Blaise de Seysses                                        | Seysses                     |                                                                                            | 43° 29′ 54″ nord, 1° 18′ 43″ est | « PA00094492 »                        | Inscrit MH            | 1926                                       | Église Saint-Blaise de Seysses                                                                                                 |
| Église Saint-Jean-Baptiste de Signac                                  | Signac                      |                                                                                            | 42° 54′ 18″ nord, 0° 37′ 41″ est |                                       |                       |                                            | Église Saint-Jean-Baptiste de Signac                                                                                           |
| Église Saint-Christophe de Sode                                       | Sode                        |                                                                                            | 42° 49′ 00″ nord, 0° 36′ 54″ est |                                       |                       |                                            | Église Saint-Christophe de Sode                                                                                                |
| Église Sainte-Eulalie de Soueich                                      | Soueich                     |                                                                                            | 43° 02′ 55″ nord, 0° 46′ 49″ est |                                       |                       |                                            | Église Sainte-Eulalie de Soueich                                                                                               |
| Église Saint-Barthélemy de Tarabel                                    | Tarabel                     |                                                                                            | 43° 30′ 43″ nord, 1° 40′ 38″ est |                                       |                       |                                            | Église Saint-Barthélemy de Tarabel                                                                                             |
| Église Saint-Barthélemy de Terrebasse                                 | Terrebasse                  |                                                                                            | 43° 14′ 17″ nord, 0° 57′ 49″ est |                                       |                       |                                            | Église Saint-Barthélemy de Terrebasse                                                                                          |
| Église Saint-Laurent de Thil                                          | Thil                        |                                                                                            | 43° 42′ 40″ nord, 1° 09′ 41″ est |                                       |                       |                                            | Église Saint-Laurent de Thil                                                                                                   |
| Église Saint-Ferréol de Touille                                       | Touille                     |                                                                                            | 43° 04′ 45″ nord, 0° 58′ 14″ est | « PA00094493 »                        | Inscrit MH            | 1926                                       | Image manquante Téléverser |
| Basilique Saint-Sernin de Toulouse                                    | Toulouse                    |                                                                                            | 43° 36′ 31″ nord, 1° 26′ 32″ est | « PA00094524 »                        | Classé MH             | 1840                                       | Basilique Saint-Sernin de Toulouse                                                                                             |
| Cathédrale Saint-Étienne de Toulouse                                  | Toulouse                    |                                                                                            | 43° 36′ 00″ nord, 1° 27′ 01″ est | « PA00094498 »                        | Classé MH             | 1862                                       | Cathédrale Saint-Étienne de Toulouse                                                                                           |
| Couvent des Jacobins de Toulouse                                      | Toulouse                    |                                                                                            | 43° 36′ 14″ nord, 1° 26′ 24″ est | « PA00094512 »                        | Classé MH             | 1840                                       | Couvent des Jacobins de Toulouse                                                                                               |
| Église Saint-Paul de Toulouse                                         | Toulouse                    |                                                                                            | 43° 36′ 22″ nord, 1° 25′ 34″ est | « PA00094684 »                        | Inscrit MH            | 1991                                       | Église Saint-Paul de Toulouse                                                                                                  |
| Basilique de la Daurade                                               | Toulouse                    |                                                                                            | 43° 36′ 03″ nord, 1° 26′ 23″ est | « PA00094519 »                        | Classé MH             | 1963                                       | Basilique de la Daurade |
| Église Notre-Dame de la Dalbade                                       | Toulouse                    |                                                                                            | 43° 35′ 51″ nord, 1° 26′ 33″ est | « PA00094518 »                        | Classé MH; Inscrit MH | 1886 (façade) ; 1925 (église)              | Église Notre-Dame de la Dalbade                                                                                                |
| Église Notre-Dame du Taur                                             | Toulouse                    |                                                                                            | 43° 36′ 20″ nord, 1° 26′ 34″ est | « PA00094521 »                        | Classé MH             | 1840                                       | Église Notre-Dame du Taur |
| Église Saint-Aubin de Toulouse                                        | Toulouse                    |                                                                                            | 43° 36′ 13″ nord, 1° 27′ 20″ est |                                       |                       |                                            | Église Saint-Aubin de Toulouse                                                                                                 |
| Église Saint-Exupère de Toulouse                                      | Toulouse                    |                                                                                            | 43° 35′ 37″ nord, 1° 26′ 56″ est | « PA00094511 »                        | Classé MH; Inscrit MH | 1974 (église) ; 1974 (façades et toitures) | Église Saint-Exupère de Toulouse                                                                                               |
| Église Saint-Jérôme de Toulouse                                       | Toulouse                    |                                                                                            | 43° 36′ 11″ nord, 1° 26′ 47″ est | « PA00094500 »                        | Classé MH             | 1980                                       | Église Saint-Jérôme de Toulouse                                                                                                |
| Église Saint-Nicolas de Toulouse                                      | Toulouse                    |                                                                                            | 43° 35′ 57″ nord, 1° 26′ 03″ est | « PA00094522 »                        | Classé MH             | 1986                                       | Église Saint-Nicolas de Toulouse                                                                                               |
| Église Saint-Pierre des Chartreux de Toulouse                         | Toulouse                    |                                                                                            | 43° 36′ 16″ nord, 1° 26′ 12″ est | « PA00094503 »                        | Classé MH             | 1956                                       | Église Saint-Pierre des Chartreux de Toulouse                                                                                  |
| Église Saint-Pierre des Cuisines                                      | Toulouse                    |                                                                                            | 43° 36′ 15″ nord, 1° 26′ 08″ est | « PA00094523 »                        | Classé MH             | 1977                                       | Église Saint-Pierre des Cuisines                                                                                               |
| Église Saint-Sylve de Toulouse                                        | Toulouse                    |                                                                                            | 43° 36′ 38″ nord, 1° 27′ 35″ est |                                       |                       |                                            | Église Saint-Sylve de Toulouse                                                                                                 |
| Église des Cordeliers de Toulouse                                     | Toulouse                    |                                                                                            | 43° 36′ 20″ nord, 1° 26′ 26″ est | « PA00094517 »                        | Classé MH             | 1862                                       | Église des Cordeliers de Toulouse                                                                                              |
| Église du Gésu de Toulouse                                            | Toulouse                    |                                                                                            | 43° 35′ 41″ nord, 1° 26′ 48″ est | « PA00132670 »                        | Inscrit MH            | 1994                                       | Église du Gésu de Toulouse |
| Église du Calvaire de Toulouse                                        | Toulouse                    |                                                                                            | 43° 35′ 02″ nord, 1° 26′ 43″ est | « PA00094516 »                        | Inscrit MH            | 1956                                       | Église du Calvaire de Toulouse                                                                                                 |
| Studium des Dominicains de Rangueil                                   | Toulouse                    |                                                                                            | 43° 34′ 02″ nord, 1° 27′ 45″ est | « PA31000081 »                        | Inscrit MH            | 2007                                       | Image manquante Téléverser |
| Église Saint-Étienne de Montaudran                                    | Toulouse                    |                                                                                            | 43° 34′ 35″ nord, 1° 29′ 35″ est | « IA31126959 »                        |                       |                                            | Église Saint-Étienne de Montaudran                                                                                             |
| Église Sainte-Marie-des-Anges des Récollets                           | Toulouse                    |                                                                                            | 43° 35′ 01″ nord, 1° 26′ 37″ est |                                       |                       |                                            | Image manquante Téléverser |
| Église de l'Immaculée-Conception de Bonnefoy                          | Toulouse                    |                                                                                            | 43° 37′ 07″ nord, 1° 27′ 30″ est | « IA31129198 »                        |                       |                                            | Église de l'Immaculée-Conception de Bonnefoy                                                                                   |
| Église Saint-Caprais de Toulouse                                      | Toulouse                    |                                                                                            | 43° 38′ 10″ nord, 1° 27′ 53″ est |                                       |                       |                                            | Église Saint-Caprais de Toulouse                                                                                               |
| Église de la maison de retraite Ma Maison de la Côte Pavée            | Toulouse                    |                                                                                            | à géolocaliser                   |                                       |                       |                                            | Image manquante Téléverser |
| Église de la Nativité-de-la-Sainte-Vierge-Marie de Toulouse           | Toulouse                    |                                                                                            | à géolocaliser                   |                                       |                       |                                            | Image manquante Téléverser |
| Église de l'hospice de La Grave de Toulouse                           | Toulouse                    |                                                                                            | 43° 36′ 03″ nord, 1° 25′ 59″ est |                                       |                       |                                            | Église de l'hospice de La Grave de Toulouse                                                                                    |
| Église du Christ-Roi de la Terrasse                                   | Toulouse                    |                                                                                            | 43° 35′ 01″ nord, 1° 28′ 58″ est |                                       |                       |                                            | Image manquante Téléverser |
| Église du Sacré-Cœur de la Patte d'Oie                                | Toulouse                    |                                                                                            | 43° 35′ 50″ nord, 1° 25′ 24″ est | « IA31104989 »                        |                       |                                            | Église du Sacré-Cœur de la Patte d'Oie                                                                                         |
| Église du Saint-Esprit de Bagatelle                                   | Toulouse                    |                                                                                            | 43° 34′ 54″ nord, 1° 24′ 47″ est |                                       |                       |                                            | Image manquante Téléverser |
| Église Notre-Dame-de-l'Assomption de la Salade                        | Toulouse                    |                                                                                            | 43° 37′ 42″ nord, 1° 25′ 52″ est |                                       |                       |                                            | Image manquante Téléverser |
| Église Notre-Dame-des-Grâces                                          | Toulouse                    | allée Jean Jaurès. Groupe immobilier Kaufman et Broad et une agence de la Caisse d'Epargne | 43° 36′ 24″ nord, 1° 26′ 58″ est | Style néo-roman d’inspiration toscane |                       | Désacralisée en 2011.                      | Église Notre-Dame-des-Grâces                                                                                                   |
| Église Notre-Dame-du-Rosaire de Rangueil                              | Toulouse                    |                                                                                            | 43° 34′ 01″ nord, 1° 27′ 44″ est |                                       |                       |                                            | Image manquante Téléverser |
| Église Saint-André de Michoun                                         | Toulouse                    |                                                                                            | 43° 37′ 33″ nord, 1° 28′ 04″ est |                                       |                       |                                            | Image manquante Téléverser |
| Église Saint-Augustin de Toulouse                                     | Toulouse                    |                                                                                            | à géolocaliser                   |                                       |                       |                                            | Image manquante Téléverser |
| Église Saint-Christophe d'Arènes                                      | Toulouse                    |                                                                                            | 43° 35′ 23″ nord, 1° 25′ 05″ est |                                       |                       |                                            | Image manquante Téléverser |
| Église Sainte-Claire de Cité de l'Hers                                | Toulouse                    |                                                                                            | 43° 35′ 41″ nord, 1° 29′ 09″ est |                                       |                       |                                            | Image manquante Téléverser |
| Église Sainte-Germaine de la Fourguette                               | Toulouse                    |                                                                                            | 43° 33′ 51″ nord, 1° 24′ 30″ est |                                       |                       |                                            | Image manquante Téléverser |
| Église Sainte-Germaine de Toulouse                                    | Toulouse                    |                                                                                            | 43° 33′ 40″ nord, 1° 27′ 11″ est |                                       |                       |                                            | Église Sainte-Germaine de Toulouse                                                                                             |
| Église Sainte-Germaine des Pradettes                                  | Toulouse                    |                                                                                            | 43° 34′ 42″ nord, 1° 23′ 26″ est |                                       |                       |                                            | Image manquante Téléverser |
| Église Sainte-Madeleine de Lalande                                    | Toulouse                    |                                                                                            | 43° 38′ 46″ nord, 1° 25′ 47″ est |                                       |                       |                                            | Église Sainte-Madeleine de Lalande                                                                                             |
| Église Sainte-Madeleine de Pouvourville                               | Toulouse                    |                                                                                            | 43° 32′ 55″ nord, 1° 27′ 15″ est | « IA31124158 »                        |                       |                                            | Église Sainte-Madeleine de Pouvourville                                                                                        |
| Église Sainte-Marguerite de Saint-Martin-du-Touch                     | Toulouse                    |                                                                                            | 43° 36′ 53″ nord, 1° 23′ 48″ est |                                       |                       |                                            | Image manquante Téléverser |
| Église Sainte-Thérèse-de-l'Enfant-Jésus de Côte Pavée                 | Toulouse                    |                                                                                            | 43° 35′ 45″ nord, 1° 28′ 17″ est |                                       |                       |                                            | Image manquante Téléverser |
| Église Saint-François-d'Assise de Guilheméry                          | Toulouse                    |                                                                                            | 43° 36′ 01″ nord, 1° 28′ 01″ est |                                       |                       |                                            | Image manquante Téléverser |
| Église Saint-François-de-Paule, dite église des Minimes de Toulouse   | Toulouse                    |                                                                                            | 43° 37′ 05″ nord, 1° 26′ 10″ est |                                       |                       |                                            | Image manquante Téléverser |
| Église Saint-François-Xavier de Toulouse                              | Toulouse                    |                                                                                            | 43° 35′ 09″ nord, 1° 25′ 44″ est |                                       |                       |                                            | Image manquante Téléverser |
| Église Saint-Jean-Baptiste de Sept-Deniers                            | Toulouse                    |                                                                                            | 43° 36′ 51″ nord, 1° 24′ 45″ est |                                       |                       |                                            | Image manquante Téléverser |
| Église Saint-Jean-Marie-Vianney des Izards                            | Toulouse                    |                                                                                            | 43° 38′ 22″ nord, 1° 26′ 30″ est |                                       |                       |                                            | Image manquante Téléverser |
| Église Saint-Joseph de Pont-des-Demoiselles                           | Toulouse                    |                                                                                            | 43° 35′ 10″ nord, 1° 27′ 50″ est |                                       |                       |                                            | Image manquante Téléverser |
| Église Saint-Michel de Toulouse                                       | Toulouse                    |                                                                                            | 43° 35′ 27″ nord, 1° 23′ 04″ est |                                       |                       |                                            | Église Saint-Michel de Toulouse                                                                                                |
| Église de la Trinité de la Faourette                                  | Toulouse                    |                                                                                            | 43° 34′ 22″ nord, 1° 25′ 09″ est |                                       |                       |                                            | Image manquante Téléverser |
| Église Notre-Dame-de-l'Espérance de Sauzelong                         | Toulouse                    |                                                                                            | 43° 34′ 51″ nord, 1° 27′ 28″ est |                                       |                       |                                            | Image manquante Téléverser |
| Église Notre-Dame-de-Lourdes de Monplaisir                            | Toulouse                    |                                                                                            | 43° 35′ 27″ nord, 1° 27′ 14″ est |                                       |                       |                                            | Image manquante Téléverser |
| Église Saint-Marc de Rangueil                                         | Toulouse                    |                                                                                            | 43° 34′ 26″ nord, 1° 27′ 27″ est |                                       |                       |                                            | Image manquante Téléverser |
| Église Saint-Martin de Toulouse                                       | Toulouse                    |                                                                                            | 43° 36′ 33″ nord, 1° 22′ 55″ est |                                       |                       |                                            | Église Saint-Martin de Toulouse                                                                                                |
| Église Saint-Vincent-de-Paul de la Juncasse                           | Toulouse                    |                                                                                            | 43° 36′ 50″ nord, 1° 28′ 31″ est |                                       |                       |                                            | Image manquante Téléverser |
| Église Saint-Pierre de Tournefeuille                                  | Tournefeuille               |                                                                                            | 43° 35′ 03″ nord, 1° 20′ 45″ est |                                       |                       |                                            | Église Saint-Pierre de Tournefeuille                                                                                           |
| Église Saint-Pierre de Toutens                                        | Toutens                     |                                                                                            | 43° 28′ 36″ nord, 1° 44′ 44″ est |                                       |                       |                                            | Église Saint-Pierre de Toutens                                                                                                 |
| Église Saint-Julien de Trébons-de-Luchon                              | Trébons-de-Luchon           |                                                                                            | 42° 48′ 16″ nord, 0° 33′ 49″ est | « PA00094647 »                        | Inscrit MH            | 1979                                       | Église Saint-Julien de Trébons-de-Luchon                                                                                       |
| Église Saint-Martin de Trébons-sur-la-Grasse                          | Trébons-sur-la-Grasse       |                                                                                            | 43° 27′ 00″ nord, 1° 43′ 24″ est |                                       |                       |                                            | Église Saint-Martin de Trébons-sur-la-Grasse                                                                                   |
| Église Saint-Maurice d'Urau                                           | Urau                        |                                                                                            | 43° 00′ 58″ nord, 0° 57′ 22″ est |                                       |                       |                                            | Église Saint-Maurice d'Urau |
| Église Saint-Sernin de Vacquiers                                      | Vacquiers                   |                                                                                            | 43° 46′ 34″ nord, 1° 28′ 42″ est |                                       |                       |                                            | Église Saint-Sernin de Vacquiers                                                                                               |
| Basilique Saint-Just de Valcabrère                                    | Valcabrère                  |                                                                                            | 43° 01′ 42″ nord, 0° 35′ 05″ est | « PA00094649 »                        | Classé MH             | 1840                                       | Basilique Saint-Just de Valcabrère                                                                                             |
| Église Saint-Jean-Baptiste de Valentine                               | Valentine                   |                                                                                            | 43° 05′ 41″ nord, 0° 42′ 22″ est |                                       |                       |                                            | Église Saint-Jean-Baptiste de Valentine                                                                                        |
| Sanctuaire de Notre-Dame du Bout-du-Puy                               | Valentine                   |                                                                                            | 43° 05′ 17″ nord, 0° 42′ 59″ est |                                       |                       |                                            | Image manquante Téléverser |
| Église Saint-Étienne de Vallègue                                      | Vallègue                    |                                                                                            | 43° 25′ 26″ nord, 1° 45′ 18″ est |                                       |                       |                                            | Église Saint-Étienne de Vallègue                                                                                               |
| Église Saint-Martin de Vallesvilles                                   | Vallesvilles                |                                                                                            | 43° 35′ 30″ nord, 1° 38′ 42″ est |                                       |                       |                                            | Église Saint-Martin de Vallesvilles                                                                                            |
| Église Saint-Jean-Baptiste de Varennes                                | Varennes                    |                                                                                            | 43° 28′ 37″ nord, 1° 41′ 18″ est |                                       |                       |                                            | Église Saint-Jean-Baptiste de Varennes                                                                                         |
| Église Saint-Jean-Baptiste de Vaudreuille                             | Vaudreuille                 |                                                                                            | 43° 25′ 33″ nord, 1° 58′ 52″ est |                                       |                       |                                            | Église Saint-Jean-Baptiste de Vaudreuille                                                                                      |
| Église Saint-Blaise de Vaux                                           | Vaux                        |                                                                                            | 43° 27′ 22″ nord, 1° 50′ 15″ est |                                       |                       |                                            | Église Saint-Blaise de Vaux |
| Église Saint-Étienne de Vendine                                       | Vendine                     |                                                                                            | 43° 35′ 20″ nord, 1° 46′ 06″ est |                                       |                       |                                            | Église Saint-Étienne de Vendine                                                                                                |
| Église Saint-Pierre-et-Saint-Phébade de Venerque                      | Venerque                    |                                                                                            | 43° 25′ 58″ nord, 1° 26′ 33″ est | « PA00094653 »                        | Classé MH             | 1840                                       | Église Saint-Pierre-et-Saint-Phébade de Venerque                                                                               |
| Église Saint-Blaise de Verfeil                                        | Verfeil                     |                                                                                            | 43° 39′ 25″ nord, 1° 39′ 37″ est | « PA00094655 »                        | Inscrit MH            | 1979                                       | Église Saint-Blaise de Verfeil                                                                                                 |
| Église Saint-Sernin de Verfeil                                        | Verfeil                     |                                                                                            | 43° 39′ 21″ nord, 1° 41′ 01″ est | « PA00094656 »                        | Inscrit MH            | 1986                                       | Église Saint-Sernin de Verfeil                                                                                                 |
| Église Saint-Barthélemy du Ramel                                      | Verfeil                     |                                                                                            | 43° 40′ 14″ nord, 1° 43′ 34″ est |                                       |                       |                                            | Image manquante Téléverser |
| Église Saint-Luperce de Vernet                                        | Vernet                      |                                                                                            | 43° 26′ 14″ nord, 1° 25′ 49″ est |                                       |                       |                                            | Église Saint-Luperce de Vernet                                                                                                 |
| Église Saint-Jean-Baptiste de Vieille-Toulouse                        | Vieille-Toulouse            |                                                                                            | 43° 31′ 31″ nord, 1° 26′ 45″ est |                                       |                       |                                            | Église Saint-Jean-Baptiste de Vieille-Toulouse                                                                                 |
| Église Saint-Étienne de Vieillevigne                                  | Vieillevigne                |                                                                                            | 43° 41′ 05″ nord, 1° 04′ 07″ est |                                       |                       |                                            | Église Saint-Étienne de Vieillevigne                                                                                           |
| Église Saint-Pierre de Vignaux                                        | Vignaux                     |                                                                                            | 43° 41′ 05″ nord, 1° 04′ 11″ est |                                       |                       |                                            | Église Saint-Pierre de Vignaux                                                                                                 |
| Église Saint-Martin de Vigoulet-Auzil                                 | Vigoulet-Auzil              |                                                                                            | 43° 30′ 28″ nord, 1° 27′ 30″ est |                                       |                       |                                            | Église Saint-Martin de Vigoulet-Auzil                                                                                          |
| Église Saint-Julien de Villariès                                      | Villariès                   |                                                                                            | 43° 45′ 04″ nord, 1° 29′ 34″ est |                                       |                       |                                            | Église Saint-Julien de Villariès                                                                                               |
| Église Saint-Blaise de Villate                                        | Villate                     |                                                                                            | 43° 28′ 08″ nord, 1° 22′ 44″ est |                                       |                       |                                            | Église Saint-Blaise de Villate                                                                                                 |
| Église Saint-Julien de Villaudric                                     | Villaudric                  |                                                                                            | 43° 49′ 51″ nord, 1° 26′ 02″ est |                                       |                       |                                            | Église Saint-Julien de Villaudric                                                                                              |
| Église Notre-Dame-de-l'Assomption de Villefranche-de-Lauragais        | Villefranche-de-Lauragais   |                                                                                            | 43° 23′ 54″ nord, 1° 43′ 03″ est | « PA00094660 »                        | Inscrit MH            | 1927 (clocher)                             | Église Notre-Dame-de-l'Assomption de Villefranche-de-Lauragais                                                                 |
| Église Saint-Pierre-ès-Liens de Villematier                           | Villematier                 |                                                                                            | 43° 49′ 47″ nord, 1° 30′ 28″ est |                                       |                       |                                            | Église Saint-Pierre-ès-Liens de Villematier                                                                                    |
| Église Sainte-Foy de Sayrac                                           | Villemur-sur-Tarn           |                                                                                            | 43° 50′ 24″ nord, 1° 27′ 35″ est |                                       |                       |                                            | Église Sainte-Foy de Sayrac |
| Église Saint-Étienne du Terme                                         | Villemur-sur-Tarn           |                                                                                            | 43° 52′ 19″ nord, 1° 28′ 01″ est |                                       |                       |                                            | Image manquante Téléverser |
| Église Saint-Michel de Villemur-sur-Tarn                              | Villemur-sur-Tarn           |                                                                                            | 43° 51′ 56″ nord, 1° 30′ 18″ est |                                       |                       |                                            | Église Saint-Michel de Villemur-sur-Tarn                                                                                       |
| Église Saint-Pierre de Magnanac                                       | Villemur-sur-Tarn           |                                                                                            | 43° 51′ 42″ nord, 1° 28′ 50″ est |                                       |                       |                                            | Église Saint-Pierre de Magnanac                                                                                                |
| Église de l'Assomption de Villeneuve-de-Rivière                       | Villeneuve-de-Rivière       |                                                                                            | 43° 07′ 15″ nord, 0° 39′ 56″ est |                                       |                       |                                            | Église de l'Assomption de Villeneuve-de-Rivière                                                                                |
| Église de l'Assomption de Villeneuve-Lécussan                         | Villeneuve-Lécussan         |                                                                                            | 43° 08′ 55″ nord, 0° 29′ 49″ est |                                       |                       |                                            | Église de l'Assomption de Villeneuve-Lécussan                                                                                  |
| Église Saint-Pierre de Villeneuve-lès-Bouloc                          | Villeneuve-lès-Bouloc       |                                                                                            | 43° 46′ 07″ nord, 1° 25′ 20″ est |                                       |                       |                                            | Église Saint-Pierre de Villeneuve-lès-Bouloc                                                                                   |
| Église Saint-Laurent de Villeneuve-Tolosane                           | Villeneuve-Tolosane         |                                                                                            | 43° 31′ 53″ nord, 1° 20′ 35″ est |                                       |                       |                                            | Église Saint-Laurent de Villeneuve-Tolosane                                                                                    |
| Église Saint-Sernin de Villenouvelle                                  | Villenouvelle               |                                                                                            | 43° 26′ 07″ nord, 1° 39′ 45″ est | « PA00094663 »                        | Inscrit MH            | 1926                                       | Église Saint-Sernin de Villenouvelle                                                                                           |

### Culteprotestant
| Église                                                 | Commune            | Adresse                | Coordonnées                      | Notice         | Protection | Date | Illustration                 |
| ------------------------------------------------------ | ------------------ | ---------------------- | -------------------------------- | -------------- | ---------- | ---- | ---------------------------- |
| Temple de Bagnères-de-Luchon                           | Bagnères-de-Luchon |                        | 42° 47′ 27″ nord, 0° 35′ 43″ est |                |            |      | Temple de Bagnères-de-Luchon |
| Temple protestant                                      | Calmont            |                        | 43° 17′ 14″ nord, 1° 37′ 58″ est | « PA31000094 » | Inscrit MH | 2015 | Temple protestant            |
| Temple de Gibel                                        | Gibel              | Devenu salle des fêtes | 43° 17′ 35″ nord, 1° 40′ 45″ est |                |            |      | Temple de Gibel              |
| Temple de l'église protestante unie de France de Revel | Revel              |                        | 43° 27′ 35″ nord, 2° 00′ 14″ est |                |            |      | Image manquante Téléverser   |
| Temple de l'église réformée de France de la Côte Pavée | Toulouse           |                        | 43° 35′ 45″ nord, 1° 28′ 17″ est |                |            |      | Image manquante Téléverser   |
| Temple dit le vieux temple de Toulouse                 | Toulouse           |                        | 43° 36′ 17″ nord, 1° 26′ 28″ est |                |            |      | Image manquante Téléverser   |
| Temple du Salin                                        | Toulouse           |                        | 43° 35′ 42″ nord, 1° 26′ 41″ est | « PA00094643 » | Classé MH  | 1990 | Temple du Salin              |

### Culteorthodoxe
| Église                                           | Commune  | Adresse | Coordonnées                      | Notice | Protection | Date | Illustration                                     |
| ------------------------------------------------ | -------- | ------- | -------------------------------- | ------ | ---------- | ---- | ------------------------------------------------ |
| Église orthodoxe russe Saint-Nicolas de Toulouse | Toulouse |         | 43° 36′ 16″ nord, 1° 24′ 19″ est |        |            |      | Église orthodoxe russe Saint-Nicolas de Toulouse |